# 関ヶ原の戦い
関ヶ原の戦い（せきがはらのたたかい）は、安土桃山時代の慶長5年9月15日（1600年10月21日）に、美濃国不破郡関ヶ原（岐阜県不破郡関ケ原町）を主戦場として行われた合戦。関ヶ原における決戦を中心に日本の全国各地で戦闘が行われ、関ヶ原の合戦・関ヶ原合戦とも呼ばれる。合戦当時は南北朝時代の古戦場・「青野原」や「青野カ原」と書かれた文献もある。
主戦場となった関ヶ原古戦場跡は国指定の史跡となっている。

## 概要
豊臣秀吉の死後に発生した豊臣政権内部の政争に端を発したものであり、徳川家康を総大将とし福島正則・黒田長政らを中心に構成された東軍と、毛利輝元を総大将とし宇喜多秀家・石田三成らを中心に結成された反徳川の西軍の両陣営が、関ヶ原での戦いを含め、各地で戦闘を繰り広げた。
この戦役の結果、勝者である徳川家康は強大な権力を手に入れ、秀吉没後の豊臣政権を構成していた五大老・五奉行体制は崩壊した。家康の権力掌握は徳川氏を中心とする江戸幕府の成立に繋がり、幕藩体制確立への道筋が開かれることになった。

## 決戦までの経緯

### 豊臣政権内部の対立とその背景
秀吉の死後、豊臣政権の政治体制は、秀吉の独裁から幼少の後継者・豊臣秀頼を五大老（徳川家康・毛利輝元・上杉景勝・前田利家・宇喜多秀家）、五奉行（浅野長政、前田玄以、石田三成、増田長盛、長束正家）によって支える体制へと移行する。しかし、秀吉死後の政治抗争の過程でこの体制は徐々に崩壊してゆき、戦役の結果により消滅することになる。
政争の原因については以下のようなものが想定されているが、関ヶ原の戦いにおける東西の対立関係は複雑なものであり、各大名の動向を決定した要因は多岐にわたるものと考えられる。また、地方での戦闘は主力決戦が政治面も含めて決着した慶長5年10月以降も行われており、必ずしも政権中央での政治対立に直結したものでは無い。

#### 中央集権派と地方分権派の対立
太閤検地の実施とそれにともなう諸大名領内への豊臣直轄領（豊臣蔵入地）の設置や、大名内部で発生した諸問題への介入によって、豊臣政権（中央）による地方大名への支配力強化を進めようとする石田三成・増田長盛らの強硬・集権派と、これに反対する浅野長政らの宥和・分権派との対立 が抗争の背景にあったとする説である。
一方、戸谷穂高は宥和・分権派として浅野長政の名が挙げられている点について、「その論拠は一切示されておらず」強硬・集権派との「対立構図自体にも再考の余地が見だされる」としている。文禄2年浅野長政は甲斐へ国替えとなり伊達・南部・宇都宮・成田らの東国諸大名を与力とするが、それ以降、運上金増収を目的とした大名所有の鉱山への支配強化や、日本海海運の掌握を進め、また宇都宮氏・佐竹氏の改易を主導するなど 宥和・分権的とは言い切れない動向も見られる。曽根勇二もこれら東国における長政の動向を朝鮮出兵のための「総力戦の体制を打ち出した豊臣秀吉政権の集権化の実態を示すもの」とし、集権派対分権派の構図に疑問を呈している。

#### 朝鮮出兵時の豊臣家臣団内部の対立
慶長・文禄の役の際、石田三成・増田長盛を中心とした奉行衆と加藤清正・黒田長政らを中心とする渡海軍諸将との間に発生した作戦方針・軍功を巡る対立が、関ヶ原の戦いの主要因とする説である。この対立関係は、豊臣政権において主に政務活動を担当した「文治派」と、軍事活動に従事した「武断派」との対立を含んだものともされる。
しかし、両派閥の不仲を示した逸話には、一次史料による確認が取れないものや創作と思われるものが多く、一方のちに東軍の属する武将間でも対立関係は存在している。巨済島海戦の軍功を巡っては加藤嘉明と藤堂高虎が対立しており、蔚山の戦い後、現地諸将より豊臣秀吉に提案された戦線縮小案については蜂須賀家政が賛同したのに対して加藤清正は反対の立場を取っている（慶長3年3月13日付加藤清正宛豊臣秀吉朱印状）。
中野等も、石田三成を中心とする「文治派」対加藤清正らを中心とする「武断派」との対立の構図は、江戸時代成立の軍記物等の二次史料から発して、その後旧来の研究の中で偶像化したものとしている。例えば、賤ヶ岳七本槍の印象から武功による出世を果たしたと思われがちな加藤清正は、実際は国内統一戦の過程において目立った戦績が無く、朝鮮出兵以前においてはむしろ豊臣直轄地の代官や佐々成政改易後の肥後国統治など文官的活動が主であった。

#### 豊臣秀次切腹事件による豊臣政権内の確執
文禄4年（1595年）6月に発生した豊臣秀次切腹事件の影響を受けた諸大名と、豊臣秀次粛清を主導した石田三成との間の対立関係が抗争の背景にあった説である。豊臣秀次による謀反の計画への参加を疑われた諸大名に対する処罰の幾つかは、徳川家康の仲裁により軽減されている。結果両者は親密な関係を結ぶことになり、一方で諸大名は石田三成を憎むようになったとする。
しかし、石田三成を事件の首謀者とする説は、寛永3年（1626年）に執筆されて成立した歴史観となった「甫庵太閤記」という本の記述に登場して以降 の軍記物等に取り入れられた逸話を根拠としており、史実として立証されたものではない。

#### 「太閤様御置目」を巡る奉行衆と家康の対立
「太閤様御置目」（豊臣秀吉の遺言や死の前後に作成された掟・起請文群）に従って政権運営を進めようとする豊臣奉行衆と、それを逸脱して政権内での主導権を握ろうとする家康及びその家康を支持する一派との対立が抗争に繋がったとする説である。
後述する「内府ちかひの条々」で奉行衆は、家康が伊達政宗ら諸大名との間で進めた私的な婚姻計画をはじめ、秀吉の正室・北政所を追い出しての大坂城西の丸入城、大老・奉行による合意によって行われるべき大名への加増の単独決定、豊臣政権の人質である諸大名妻子の無断帰国許可など、秀吉死後数々の置目違反を犯と主張して、関ヶ原の戦いにおいて西軍が家康を討伐対象とする根拠とした。
一方で、秀吉の死から間もない慶長3年（1598年）8月、前田玄以・増田長盛・石田三成・長束正家の四奉行は大老・毛利輝元とともに、秀頼への忠誠と秀吉の定めた置目の遵守を改めて誓う起請文を作成しており、その立場は家康の行動とは相違するものである。ただし、この行いは秀吉の遺命の一つである「徒党を組んではならない」という物を故意に破った行いでもある。
なお、最初に表立って秀吉の遺命を破ろうとしたのは後陽成天皇で、秀吉が死去した直後の10月に、秀吉の遺志である良仁親王でなく、弟の八条宮智仁親王への譲位を希望する旨を伝えた。家康や元左大臣近衛信輔は後陽成の意思を尊重するとしたが、元関白九条兼孝をはじめとする摂家衆、利家・奉行の前田玄以らは良仁親王への譲位を主張した。後陽成の真意は三宮の即位だったようだが、11月18日には家康から譲位を思いとどまるよう意向が伝えられた。

### 秀吉の死・政治抗争の発生
慶長3年（1598年）8月9日、秀吉は死期を察して、徳川家康や毛利輝元、前田利家、宇喜多秀家らを伏見城に招いた。その際、秀吉は自分の死後の国内体制について指示し、東国は家康、西国は輝元、北国は利家、五畿内は五奉行と割り振った。
8月18日、秀吉が伏見城で死去すると、五大老や五奉行は誓紙の交換を重ね、秀吉の遺児・豊臣秀頼への忠誠を誓った。だが、秀吉の死後、豊臣政権内部での対立が表面化していくことになる。
8月28日、毛利輝元が五奉行のうち石田三成ら四奉行に対し、「五大老の内、秀頼への謀反ではなくとも、五奉行の意見の同意しないものがあれば、自身は五奉行に味方して秀頼に奉公する」、とした旨の起請文を出した。だが、9月3日に五大老と五奉行が起請文を交わし、「何事に関しても一切の誓紙を交わさない」と定めて多数派工作を禁じ、諸大名の対立はひとまず沈静化した。
慶長4年（1599年）1月、家康と伊達政宗ら諸大名が、秀吉の遺言に違反する私的婚姻を計画していたことが発覚し、19日に大老・前田利家豊臣奉行衆らによる家康追及の動きが起こる。一時は徳川側と前田側が武力衝突する寸前まで至ったが、2月2日に誓書を交換するなどして、騒動は一応の決着を見る。
正徳3年（1713年）成立の「関ヶ原軍記大成」では、伏見の家康邸にはこの騒動の際、織田有楽斎（長益）・京極高次・伊達政宗・池田輝政・福島正則・細川幽斎・黒田如水・黒田長政・藤堂高虎・最上義光ら30名近い諸大名が参集したとしている。一方の大坂の利家の屋敷には、毛利輝元・上杉景勝・宇喜多秀家・細川忠興・加藤清正・加藤嘉明・浅野長政・浅野幸長・佐竹義宣・立花宗茂・小早川秀包・小西行長・長宗我部盛親・岩城貞隆・原長頼・熊谷直盛・垣見一直・福原長堯・織田秀信・織田秀雄・石田三成・増田長盛・長束正家・前田玄以・鍋島直茂・有馬晴信・松浦鎮信らが集まったとされる。参集した大名の異同はあるものの、秀頼の傅役と位置づけられた前田利家の下に家康以外の大老及び五奉行全員が結集した影響は大きく、家康としても一旦は譲歩（利家らから見れば屈服）せざるを得なかったと考えられている。
閏3月、利家が死去すると、五奉行の一人である石田三成が加藤清正・福島正則・黒田長政・藤堂高虎・細川忠興・蜂須賀家政・浅野幸長の七将に襲撃される（石田三成襲撃事件）。三成は同行した佐竹義宣・宇喜多秀家の家老と共に、伏見城西丸の向かいの曲輪にある自身の屋敷に入った後、屋敷に立て籠もった。三成を襲撃した七将の動機は慶長の役末期に行われた蔚山の戦いの際、不適切な行動をしたとして長政らが戦後処罰されたのは、三成の縁者福原長堯が秀吉に歪曲して報告したためと主張する、彼等の不満にあったとされている。ただし、忠興と正則は蔚山の戦いに参加しておらず、清正と幸長への処罰は発給文書類からは確認されない。
家康・毛利輝元・上杉景勝・佐竹義宣・北政所らによる仲裁の結果、三成は奉行職を解かれ居城の佐和山城に蟄居となる。宮本義己は最も中立的と見られている北政所が仲裁に関与したことにより、裁定の正統性が得られ、家康の評価も相対的に高まったと評価しているが、一方で清正らの襲撃行為自体は武力による政治問題の解決を禁じた置目への違反であった。水野伍貴は当時七将が家康の統制下にあり、その行動は家康に容認された範囲内に限られていたとする。
同月13日、家康は伏見城西ノ丸に入城。『多聞院日記』には天下殿になり目出度いと評し、また近衛信尹に日記には諸人が喜んだとある。なお、堀越祐一は家康が「御留守居を追出」したと記されていることに着目する。御留守居とは秀吉の遺言によって交替で城の管理実務を任されていた三成ら五奉行を指し、堀越は襲撃事件で三成が留守居の権限を使って伏見城に入ったのを機に家康が五奉行から伏見城の管理権限を取り上げて直接管理を図ったとみられている。なお、この件は後日出された「内府ちがひの条々」でも取り上げられている。なお、同月31日には家康と三成に近いとみられていた毛利輝元の間で起請文を交わしているが、そのなかで家康を兄、輝元を弟とした上で、家康は「兄弟の如く」と認めているのに対し、輝元は「父兄の思いを成す」と認めて家康を父兄も同然の上位者として認め、書札礼においても家康を上位、輝元を下位に置くことが明確とされていた。これは、三成を救えずに失脚するまで手を打てなかった輝元が政治的に家康に屈服を表明したことを示しているとする見方がある。

### 加賀前田征伐と家康の権力強化
慶長4年（1599年）9月7日、家康は秀頼に重陽の節句の挨拶をするためとして伏見城から大坂城に入城。同日、家康に対する暗殺計画が発覚する。
計画は前田利家の嫡男で加賀金沢城主である前田利長が首謀者として五奉行のひとり浅野長政、秀頼・淀殿側近の大野治長、および加賀野々市城主の土方雄久が、大坂城入城中の家康を襲撃し暗殺するというものであり、寛永年間成立の『慶長年中卜斎記』では計画を家康に密告したのは増田長盛とする。ただしこの事件に関する一次史料はわずかであり、計画の真相や騒動の経緯については不明な点が多い。
10月2日、暗殺計画に加担した諸将に対する処分が家康より発表され、長政は隠居を命じられ武蔵国府中に蟄居し、治長は下総結城、雄久は常陸水戸に流罪となった。翌3日には首謀者である利長を討伐すべく、「加賀征伐」の号令を大坂に在住する諸大名に発し、加賀小松城主である丹羽長重に先鋒を命じた。金沢に居た利長はこの加賀征伐の報に接し、迎撃か弁明の択一を迫られたが、結局重臣である横山長知を家康の下へ派遣して弁明に努めた。家康は潔白の証明として人質を要求、慶長5年（1600年）正月に利長の母で利家正室であった芳春院・前田家の重臣の前田長種・横山長和・太田雄宗・山崎長徳らの子を人質として江戸に送ることで落着した。また、この時、細川忠興は長男の忠隆の妻が利長の姉であったことから、利長の陰謀に組したという家康の嫌疑を受けたため、利長と同じく、同年の正月に三男忠利（15歳）を人質として江戸に送り、浅野長政も第三子の長重（15歳）を江戸に送っている。
こうした騒動のさなか、慶長4年9月に家康は北政所の居所であった大坂城西の丸に入り、その後も在城を続ける。秀吉の遺言では家康は伏見に在城することが定められており、大坂在城はこれに違反するものであった。一方で家康も大坂入城の理由として、秀忠妻江の江戸下向を頓挫させられた、後陽成天皇譲位で天皇の意思と秀吉の遺言が衝突し家康が譲位撤回を上奏せざる得なかった、秀吉の遺言に反して宇喜多秀家が伏見でなく大坂在府を続けた点を挙げ、これら諸問題に対処するため大坂に移ったとしている。
政敵を排除して政権中枢の大坂城に入った家康の権力は上昇し、城中から大名への加増や転封を実施した。これは味方を増やすための多数派工作と考えられている。細川忠興に豊後杵築6万石、堀尾吉晴に越前府中5万石、森忠政に信濃川中島13万7,000石、宗義智に1万石を加増。文禄・慶長の役で落度があったとして福原長堯らを減封処分とし、田丸直昌を美濃岩村へ転封した。本来大名への加増転封は大老奉行の合議・合意のもと行われるものであるが、家康はこれを単独の決定によって進めている。
この頃、五大老の1人である宇喜多秀家と譜代の重臣達の間で内紛が発生し、年が明けて慶長5年正月には秀家側近の中村家正が重臣達に襲撃され、驚いた宇喜多秀家が伏見から大坂に逃れてしまったことで内紛の存在が明るみとなった（宇喜多騒動）。家康は当初は奉行や大谷吉継らに事態の仲裁を命じたが、埒が明かないことに痺れを切らした家康は自ら裁断を下して重臣達に宇喜多家を出ることを許した。『当代記』にはこの時に重臣達に非があると考える吉継と秀家に非があると考える家康の間で意見の対立があったとしている。
このように政権内部での権力を強化していく家康に対して、この時期の前田玄以・増田長盛・長束正家の豊臣三奉行は政務面で協力的であり、輝元も恭順の意を示している。また佐和山に隠居していた三成も家康暗殺計画事件の際は前田勢への備えとして軍勢を派遣し、大坂の自邸を宿所として提供するなど、家康とは比較的良好な関係であった。しかし、最終的に彼等は反家康闘争を決断することになる。

### 会津上杉征伐の決定
こうした政治的状況下、慶長5年春頃より大老上杉景勝と家康との関係が悪化した。4月には家康の家臣・伊奈昭綱らが会津若松に送り込まれ、神指城築城や津川への架橋を豊臣政権への「別心」=反逆であるとして詰問し、景勝に6月上旬の上洛を要求する。
5月中旬、この要求に対して景勝は上洛の意志を伝えるとともに、秋までの上洛延期と、上杉家に謀叛の疑いを掛けた者の追及を要求するが、結局上杉側の提示した要求は受け入れられず、6月上旬に景勝上洛は中止となる。なお、家康に対して直江兼続が景勝への上洛要求を挑発的な文面で批判した、いわゆる「直江状」と言われる史料が存在するが、この文書の真贋や由来、内容解釈については諸説が存在している。
一方、家康は会津との交渉結果が出ていない5月3日の段階で、すでに会津征伐を決定しており、6月2日には本多康重らに7月下旬「奥州表」に出陣することを伝えている。
『慶長年中卜斎記』では家康が6月15日に豊臣秀頼と淀殿に会見し、黄金2万枚と米2万石の他に正宗（あるいは政家）の脇差しと楢柴肩衝を餞別として送られたとしているが、『関ヶ原軍記大成』では「餞別の引出物」とのみ記され、『当代記』（寛永年間成立）・『関原始末記』（明暦2年成立）には会見そのものの記述が無いなど、二次史料同士での記録は一致しない。また、家康の侍医であった板坂卜斎の著書の『慶長年中卜斎記』は成立時期が不明であること。7月28日に小山評定があったと記されているものの、小山評定前後の記述など、日付や内容に一次史料と相違するところが多く、白峰旬・本多輶成などの研究者から信憑性には甚だ疑問があると指摘がなされている。
6月16日、大坂を発った家康は同日に伏見城に入城した。伏見城内における家康の言動について、『慶長年中卜斎記』には「17日に千畳敷の奥座敷へ出御。御機嫌好く四方を御詠（なが）め、座敷に立たせられ、御一人莞爾々々（にこにこ）と御笑被成より…」と記されている。
上杉景勝は上杉領へ侵攻する討伐軍を常陸の佐竹義宣と連携して白河口で挟撃する「白河決戦」を計画していたとされる。しかし、本間宏は決戦の為に築かれたとされる防塁の現存遺構が、慶長5年当時の造営物であるか疑問であること、発給文書等の一次史料と「白河決戦」論の根拠である『会津陣物語』（延宝8年成立）『東国太平記』（延宝8年成立か）等の二次史料の記述が矛盾している点などから「白河決戦」計画の実存を否定している。
なお、上杉家の挙兵は、家康が東国に向かう隙に畿内で石田三成が決起し、家康を東西から挟み撃ちにするという、上杉家家老・直江兼続と三成との間で事前より練られていた計画に基づくものとする説がある。ただしこれは江戸時代成立の軍記物・逸話集などに登場する説であり、直接の裏づけとなる一次史料は無い。宮本義己は慶長3年7月晦日付真田昌幸宛石田三成書状の内容から西軍決起後の七月晦日の段階においても、両者の交信経路は確立されておらず、よって挟撃計画は無かったとする。
これに対し、三成は会津征伐を阻止するために決起したとする説もある。これは豊臣政権の「公戦」として位置づけられた会津征伐が「大老征伐」と「論功行賞」という2つの面で豊臣政権そのものの崩壊に繋がりかねない要素を孕んでいたからである。この指摘については西軍の結成とも深く関わるため、後述する。

## 諸将の去就
関ヶ原決戦前における日本全国の大名・武将の去就を記す。西軍から東軍に寝返った大名については裏切りを参照。

### 東軍

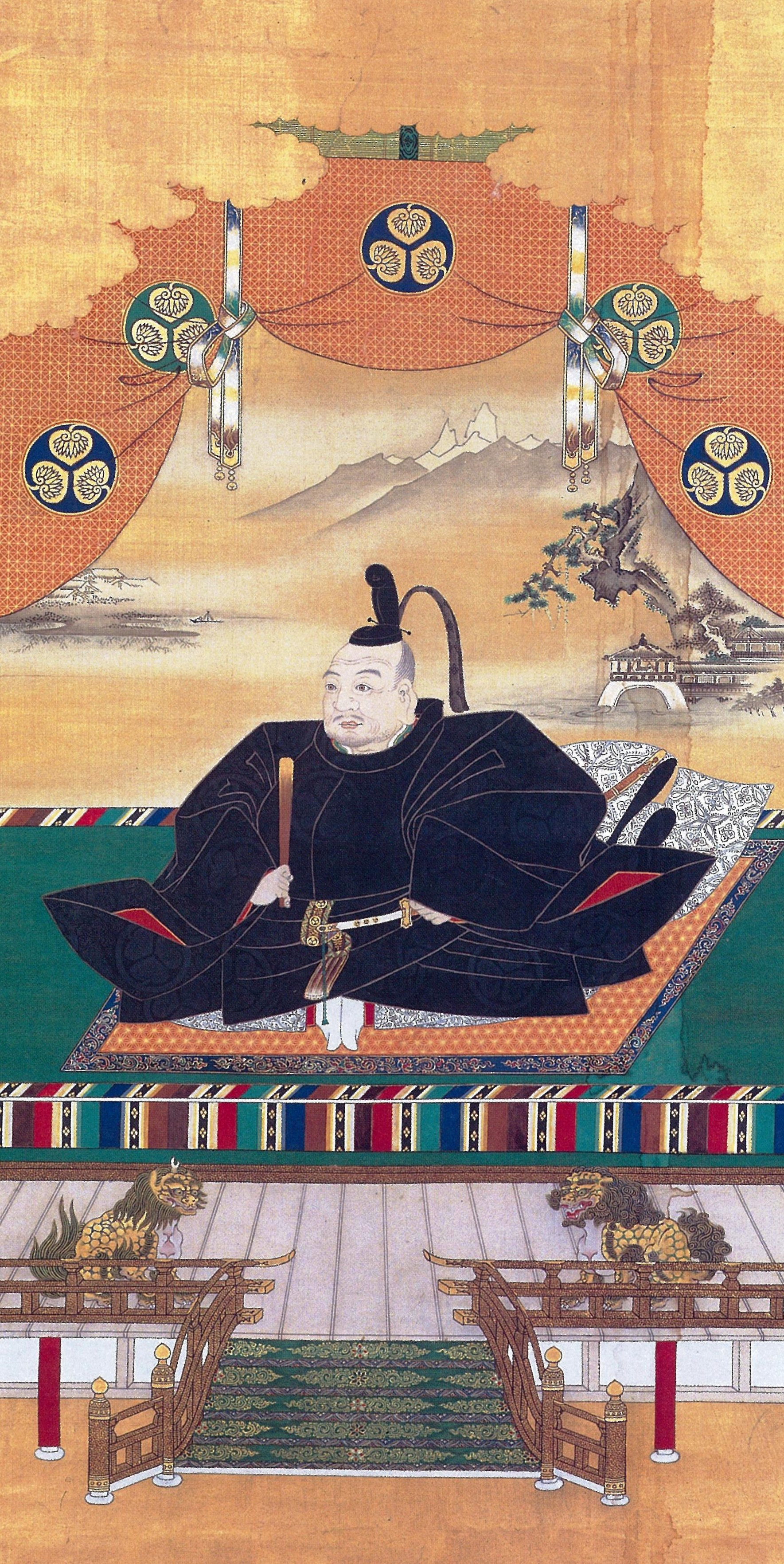
徳川家康（東軍の総大将、五大老）

## 経過

### 家康の東進と毛利輝元の大坂入り
6月18日、伏見を発った家康は、7月1日に江戸に到着し、7月7日には最上義光・秋田実季ら東北の諸大名に会津攻めに関する指示を出すとともに、7月21日（秀忠は19日）に出陣することを伝える。
7月5日、宇喜多秀家が豊国神社に参詣した。
7月12日、上方に残っていた豊臣三奉行（前田玄以・増田長盛・長束正家）は広島にいた毛利輝元宛に「大坂御仕置之儀」のための大坂入りを要請する書状を出した。増田長盛は家康家臣永井直勝宛に、大谷吉継の眼病と石田三成の出陣に関する「雑説」を報告した。
また、宍戸元次ら毛利輝元の家臣は7月13日付けの書状で、榊原康政・本多正信・永井直勝に安国寺恵瓊が毛利輝元の命令として東進していた軍勢を近江から大坂に戻していることを報告し、14日には吉川広家も同様の報告を榊原康政に出している。書状の中で宍戸らは大坂への転進について三成と吉継の関与を疑っており、毛利輝元は関知していないことであると述べている。
7月15日、上坂要請を受けた毛利輝元は広島を出発し、同日加藤清正に秀頼への忠節ための上洛を促す書状を送る。同日、島津義弘は上杉景勝に毛利輝元・宇喜多秀家・三奉行（前田玄以・増田長盛・長束正家）・小西行長・大谷吉継・石田三成が秀頼のため決起したことを伝え、これに「同意」することを求める書状を送っている。
7月17日、豊臣三奉行（前田玄以・増田長盛・長束正家）は秀吉死後、家康が犯した違背の数々を書き連ねた「内府ちがひの条々」を諸大名に送付。また、毛利輝元と秀家も前田利長に家康の非をならした書状を送る。同日、毛利秀元が大坂城西之丸に入る。同日、細川忠興の家臣・小笠原秀清は「奉行衆」からの人質要求を拒否し、忠興の室・ガラシャらと共に大坂の忠興邸で自刃。正保5年（1648年）成立の『霜女覚書』等の二次史料はこの人質要求の主体を石田三成とするが、この時期一次史料で「奉行衆」と記されるのは豊臣三奉行のことである。また「内府ちがひの条々」には家康が勝手に諸大名の妻子の帰国を認めていたことを弾劾する一文があり、家康の養女で真田信幸の妻の小松姫（沼田城において西軍についた舅・真田昌幸を追い返したという伝説で知られる）が開戦以前に帰国していた可能性が指摘されている。
7月18日、三成が豊国神社に参詣。7月19日には毛利輝元が大坂城に入城し、丹後方面に向けて西軍勢が出陣 する一方、家康家臣鳥居元忠らが留守を勤めていた伏見城に対する西軍の攻撃が開始され、22日に宇喜多秀家勢、23日には小早川秀秋勢が攻め手に加わる（伏見城の戦い）。なお、当初島津義弘と小早川秀秋は家康に味方するため城側に入城の意思を示したが拒否され、やむなく西軍に属して城攻めに加わったとする説がある。しかし、前者は「島津家譜」、後者は「光録物語」 等、関ヶ原の戦い後江戸時代に成立した二次史料の記述を典拠としており、史実である確証は無い。
- 西軍結成に関する諸説については「#西軍の首謀者と結成の過程」参照。

### 東軍諸大名の反転
7月18日、稲葉通孝が「関東陣沙汰」が延期になったとして国許に引き返す。
7月19日、徳川秀忠が江戸から会津に向け出陣。
7月21日、徳川家康が江戸から会津に向け出陣。
この時点では会津征伐自体は中止されていない。
しかし、7月21日付で細川忠興が家臣松井康之らに宛てた書状によれば、この時点で毛利輝元と石田三成の決起の報告が上方から家康の許に続々と入っており、7月23日になると家康から最上義光に対して、石田三成と大谷吉継が各地に書状を触れ回しているという「雑説」があるので会津侵入は「御無用」とする指示が出される。
7月26日、関東に参陣していた畿内・西国の東軍側諸大名が西進を開始。家康も「即刻上洛」の意思を示す。
なお、この時点での東軍の戦略目標は石田三成の居城佐和山城であった。
7月27日、榊原康政は秋田実季に、石田三成と大谷吉継が「別心」したので、家康に対して淀君・豊臣三奉行（前田玄以・増田長盛・長束正家）・前田利長らより上洛の要請があることと、会津方面における指揮権が家康から秀忠に移されたことを伝える書状を出している。ところが、7月29日になると一転して三奉行（前田玄以・増田長盛・長束正家）が「別心」した事を伝える家康の書状が黒田長政・田中吉政・最上義光に出されている。この時点で黒田・田中の両勢はすでに西へ向かっており、7月30日には藤堂高虎に対しても西進の命令が出されている。
なお、7月25日に下野国小山において、家康と会津征伐に従軍していた東軍諸大名が軍議を開き、会津征伐中断と軍勢の西上を決定したいわゆる「小山評定」が行われたとされる。しかし「小山評定」についての詳細を直接記した一次史料は無く、評定の有無・内容・意義を巡っては様々な説が出されている。
- 詳細については「#小山評定をめぐる諸説」参照。

### 西軍の伊勢侵攻と東軍の岐阜城攻め
7月26日付の書状で、豊臣三奉行は中川秀成に輝元勢2万は瀬田と守山の間で陣取り、東軍の西進があれば迎撃する予定であること、また秀家と秀秋の両勢が醍醐・山科・大津に展開していることを伝える。7月29日に三成が伏見に到着。
8月1日、伏見城落城。同日輝元・秀家と豊臣三奉行（前田玄以・増田長盛・長束正家）に石田三成を加えた四奉行は、木下利房に、木下勝俊と共に加賀国小松に進出した前田利長に備える為北ノ庄へ向かうように指示を出すが、8月3日に西軍側山口宗永の籠もる加賀大聖寺城は前田利長によって攻め落とされ、宗永は自害。
8月4日、家康は西進する福島正則・池田輝政ら諸大名に対して井伊直政を派遣したので、その指示に従うようにとの書状を出す。
8月5日、家康は小山から江戸に戻り、同日三成も佐和山に戻る。この頃西軍は尾張清洲城に入った福島正則を説得中であり、これが成功すれば西軍は三河侵攻、失敗すれば清州を攻撃する予定であった。
8月8日、吉川広家と安国寺恵瓊が指揮を執る約1万の軍勢が長束正家勢とともに伊勢へ出陣。また、石田三成も岐阜城主・織田秀信と相談のうえ尾張方面に出陣。この時点では毛利輝元が3万の兵力をもって、浜松で徳川家康を迎撃する予定であった。
8月17日、島津義弘が美濃垂井に着陣し、20日には本国薩摩に向け増援の要請を出している。
8月19日、黒田長政らは井伊直政・本多忠勝に対して徳川家康の出馬を待たずに、木曽川を越えて犬山城方面に進出することを報告。
8月22日、東軍諸大名は清須周辺に集結し、同日木曽川を渡った池田輝政麾下の部隊が織田秀信勢と戦いこれを破る（河田木曽川渡河の戦い、米野の戦い、竹ヶ鼻城の戦い）。
8月23日、福島正則以下各隊が織田秀信の居城岐阜城を攻め織田秀信を降服させ、救援に駆け付けた石田三成・島津勢も撃退（岐阜城の戦い）。
8月24日、徳川秀忠は信州上田攻略のため宇都宮を立つ。岐阜城と同じ西軍側の犬山城に対して、井伊直政が同日付の書状で、城主石川貞清とともに籠城している竹中重門らに城の明け渡しを勧告。
8月26日、宇喜多秀家・小西行長・石田三成・島津義弘・豊臣秀頼の馬廻衆ら2万人が守る大垣城に対して、東軍8万人による包囲が開始され、城方は毛利勢に救援を要請する。
8月27日、岐阜落城の知らせを受けた徳川家康は岐阜攻めに参加した諸大名に戦功を賞する書状を出し、福島正則には自分と徳川秀忠勢が到着するまで軍事行動を控えるよう指示する。
一方、伊勢に侵入し、安濃津・松坂の両城を降伏させた西軍は尾張へ向かう。

### 両軍の着陣
9月1日、徳川家康が江戸を出立。
同日付書状で、この頃垂井に集結していた福島・池田らの東軍主力諸将に、自分の到着まで自制するよう再度指示を出し、堀直寄には大垣城を水攻めで落とすつもりであることを伝えている。
9月2日、大谷吉継、戸田重政、平塚為広、赤座直保、小川祐忠、朽木元綱、脇坂安治が北国口を抑える為に関ヶ原南西の山中村に布陣。
9月3日、犬山城が開城。同日細川幽斎が籠城する丹後田辺城に向け、和平の使者として日野輝資・中院通勝・富小路秀直が出立。
この頃より城主京極高次の寝返りにより東軍の城となった大津城に対する西軍の攻囲が始まる（大津城の戦い）。
ただし、京極高次の動向については、彼の影響下にあった弟の高知が東軍として行動していることや、7月時点で東軍諸将の間でも既に高次は東軍の一員として認識されていることから、「最初から東軍方であった」と見るべきで、西軍諸将が京極高次が淀殿の義弟であることや一時的に西軍になびく素振りを示したことで、京極高次が西軍につくと思い込んでいたために、あたかも京極高次が寝返ったかのように認識されたとする見解もある。
9月5日、一度は徳川秀忠に降伏を申し出た真田昌幸が、一転して抗戦を表明。砥石城を放棄して、上田城に撤退。
9月7日、毛利秀元、吉川広家が南宮山に着陣。
9月9日、徳川家康は岡崎に、10日に熱田、13日に岐阜と軍勢を進め、14日には美濃赤坂に着陣。享保12年（1727年）成立の『落穂集』には島津義弘が、美濃赤坂の徳川家康本陣への夜襲を提案するも、島左近が反対し、石田三成がそれに従った結果、作戦が採用されなかったとする逸話が載せられている。ただし、この夜襲策について記された一次史料は確認されない。
- 夜襲策の真偽については「#島津義弘の夜襲策について」参照。

9月12日、丹後田辺城に籠城していた細川幽斎が勅命を受け入れて退城（田辺城の戦い）。
9月13日前後、東西両軍間で和睦が成立して大津城が開城し、9月15日に毛利元康が大津城に入る。
9月14日、小早川秀秋が関ヶ原の南西にある松尾山城に、伊藤盛正を追い出して入城。続いて、同日夜に大谷吉継が関ヶ原に着陣する。
同日、東軍の総大将である徳川家康が美濃赤坂岡山（現在の岐阜県大垣市赤坂町字勝山にある安楽寺）に軍を率いて到着する。家康が馬印・旗印を岡山に掲げるまで到着はおろか、江戸出陣すら把握していなかった大垣城の西軍は動揺が広がったため、戦意高揚のため石田三成の家老・島清興によって奇襲攻撃が行われる（杭瀬川の戦い）。
同日、吉川広家と福原広俊が徳川方に対して、毛利氏の証としての人質を差し出し、毛利勢の本戦不参加の密約を交わした。同日付の本多忠勝と井伊直政が広家と広俊に宛てた連署起請文では、「家康が輝元を疎かにしないこと、領国をすべて安堵すること」が記されていた。

### 決戦と抗争終結
9月15日、関ヶ原にて東西主力の戦闘が行われ、東軍が勝利。翌日、徳川家康は佐和山にまで軍を進める。
9月17日、佐和山城が落城。同日、毛利元康が大津城を退去した。
同日、大垣城内にいた相良頼房・秋月種長・高橋元種は熊谷直盛・垣見一直・木村由信父子を殺害し、その首を持参して投降。城に残った福原長堯はその後20日過ぎまで抵抗を続ける。
この頃より、毛利輝元と徳川家康との間で黒田長政・福島正則を介した交渉が始まり、現毛利領が安堵される条件で和睦が成立（ただし、10月になってこの約束は反故にされ、周防・長門2ヶ国に減封される）。
9月25日、毛利輝元が大坂城から退去した。徳川家康と徳川秀忠は、福島正則・黒田長政ら5名の大坂入城を確認した。
9月27日、徳川家康が大坂城に入城し、豊臣秀頼と「和睦」。
10月1日、安国寺恵瓊・小西行長・石田三成の3名が京都・六条河原にて斬首された。

## 9月15日の布陣と戦闘経過
関ヶ原の戦い当日の布陣や戦闘経過についての記録のほとんどは、合戦後に幕府や参戦大名によって作成された編纂物、または軍記物といった二次史料であり、信憑性の高い一次史料による記録は僅かである。二次史料同士の記述は、同じ戦闘を扱っているにもかかわらず内容に食い違いが生じていることも少なくなく、『関ヶ原合戦史料集』の著者藤井治左衛門はそれら史料群について「当日の戦況を書いた軍記物は、数多くあるが、いずれも全部正しいと思われるものは殆どない。」と評している。

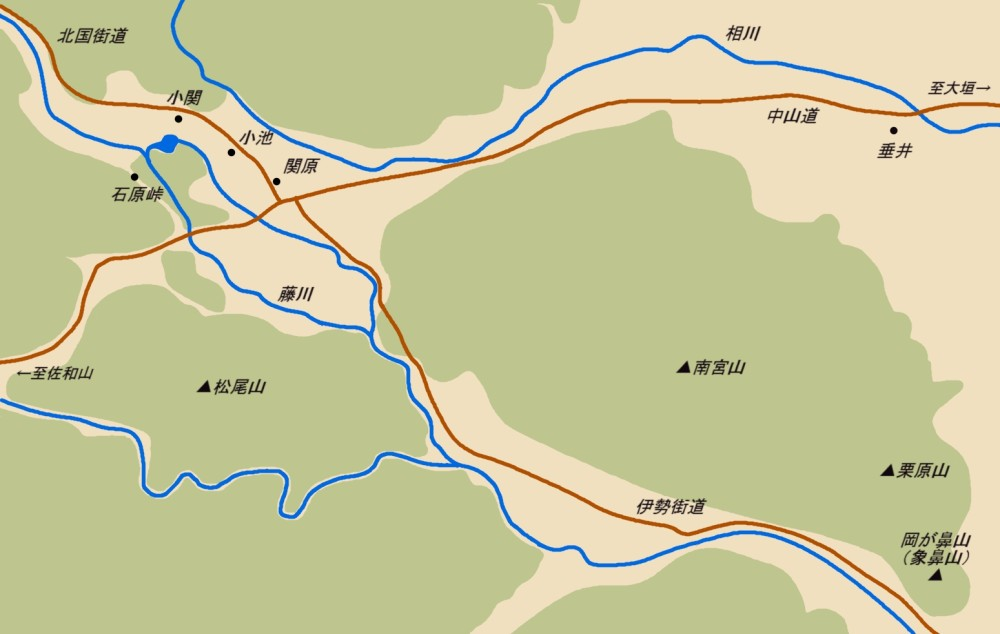
関ヶ原周辺略地図

- 布陣図については「関ヶ原本戦の配置」へ。

### 一次史料による合戦当日の記録
（本項は白峰旬「関ヶ原の戦いにおける9月15日当日の実戦の状況について（その1）」（『別府大学紀要』54号、2013年）等を参考としている）
合戦終了2日後の慶長5年9月17日に作成された松平家乗宛石川康通・彦坂元正連署書状の内容は以下通りである。
（1）9月14日に赤坂に着いた家康は15日の午前10時ごろ、関ヶ原に移動し合戦に及んだ。石田三成・島津義弘・小西行長・宇喜多秀家の各勢は前日14日の夜に大垣城の外曲輪を焼き払って関ヶ原へ出陣。
（2）「先手」の井伊直政・福島正則隊に東軍各隊が続いて敵陣に攻め掛かった時、小早川秀秋・脇坂安治・小川祐忠父子が「うらきり」をしたため敵は敗走した。
（3）その後追撃戦によって島津豊久・島左近・大谷吉継・戸田勝成・平塚為広らが討ち取られた。
9月15日付伊達政宗宛家康書状には午の刻（午前12時ごろ）に戦闘は終了し、勝利した家康はその日のうちに佐和山に着陣したとある。
9月20付近衛信尹宛近衛前久書状では、18日に家康の陣所から来訪した者の報告による合戦の経過は次のようになる。
（1）9月1日に江戸を出陣した家康は14日に大垣方面に到着。大垣城に籠城していた石田三成・島津義弘・小西行長等はこれを見て、山に登った。家康の兵数は5万人ほどで、手勢を各方面に配置して陣を構えた。
（2）「先手」の兵数は、福島正則が1番、細川忠興が2番、金森長近が3番、田中吉政その他上方の兵が4万計、各方面に配置された。青野ヶ原で合戦が行われ、即座に攻め込み大勝利を得ると、機会を見て（番ヒニ）小早川秀秋が裏切った。その戦場で大谷吉継が討ち死にすると、そのまま切り崩された。上方より出陣した兵数は5万計、4・5千人も討ち死した。

### 二次史料による合戦当日の記録
関ヶ原の戦いに関する軍記・家譜・覚書類は非常に数が多いため、それらにおける合戦当日の記録全てをここで記述・比較することは不可能である。そこで、まず『内府公軍記』における9月15日の記事を要約して記し、比較材料として明暦2年（1656年）成立の『関原始末記』 と、正徳3年（1713年）成立の『関原軍記大成』から西軍の布陣と大まかな戦闘経過を抜き出す。
『内府公軍記』（後期の伝本には『太田和泉守記』等の名称がある）の著者は『信長公記』の著者として知られる太田牛一。合戦の翌年慶長6年には原本が成立しており関ヶ原関連の二次史料群の中で最初期の書物といえる。複数の自筆本・写本が現存するが、ここでは初期の原本を模写したものと考えられる杤山家所蔵本を底本とする。
『内府公軍記』
家康が赤坂に着陣すると大垣城の石田三成・小西行長・島津義弘・宇喜多秀家の各隊は山中まで引き、翌朝には垂井の南にある岡が鼻山に毛利秀元・吉川広家・長宗我部盛親・安国寺恵瓊・長束正家ら計2万が弓鉄砲を前衛に陣を構える。家康はこの方面に池田輝政・浅野幸長を送り込み、自らは旗本衆の指揮を執って野上と関ヶ原の間に陣を張った。
15日朝は霧と降雨によって視界不良であったが、巳の刻（午前10時ごろ）には晴天となり視界も開け、物見の部隊が戦闘を開始する。石田・小西・島津・鍋島の各隊は藤子川（藤川）を越え、小関村の南に南東へ向け陣を敷き、石原峠にいた大谷吉継・宇喜多・平塚為広・戸田勝成の各隊は峠を下りて谷川を越え、関ヶ原より北の平野へ進出し、西北の山を背後にして南東へ向け兵を出す。東軍は先陣の福島正則隊が道筋（中山道）を西へ、その南側を藤堂高虎・京極高知隊が進み、中筋（北国街道）からは織田有楽斎・古田重然・猪子一時・船越景直・佐久間安政の各隊が参戦し激戦となる。金森長近・細川忠興・黒田長政・加藤嘉明・田中吉政らの部隊も先を争って攻めかかる。戦いの半ば小早川秀秋・脇坂安治・朽木元綱・小川祐忠が寝返り、そこへ松平忠吉隊が乱入し、忠吉は数ヶ所の傷を負いながら組み討ちで功名を挙げた。井伊直政隊も松平隊に随伴して参戦し、直政も負傷しながら力戦。吉継は馬上で切腹し、島左近父子・平塚・戸田は討ち死に。
西軍は中筋を通って突入してきた本多忠勝隊の攻勢に堪えきれず、追い討ちによる多数の死者を出しながら玉藤川（藤川）を下って伊吹方面に敗走を始め、南宮山の西軍各隊も敗走。家康は首実検を行い、兵士に休息を与えると、その日のうちに佐和山城を包囲した。
『関原始末記』
西軍の布陣は、小関村の北の山際に島左近隊を先手とした石田隊、その左の山際には織田信高と大坂黄母衣衆。石田隊後方に島津隊。小関村の南、北国街道と関ヶ原本道（中山道）に挟まれた地域に宇喜多・小西・大谷・平塚・戸田隊。本道の南、松尾山に小早川・脇坂・朽木・小川隊。南宮山の後方に長束・安国寺・吉川・長宗我部隊。
開戦時刻は辰の刻（午前8時ごろ）。先陣は福島・京極・藤堂・松平・井伊・本多で、田中・細川・黒田・加藤・金森ら二番手は石田隊を攻撃。宇喜多・島津隊は松平・井伊隊の攻勢により敗走し、これを追撃した直政は島津兵の銃撃で負傷。本多隊が突入したところで小早川ら松尾山の諸隊が寝返り、その攻撃を受けた大谷隊は崩壊。吉継は切腹、平塚・戸田は討ち死し、石田隊は裏切りによる混乱を起こして敗走。西軍の死者約8千人を残して、戦闘は午の刻（午前12時ごろ）に終了。南宮山方面の西軍諸隊は戦闘を行わず、吉川隊は家康に内通していたため動かなかった。東軍は翌16日に三成の居城佐和山城を攻める。
『関ヶ原軍記大成』
宇喜多隊は石原峠を背後に南東の方角に向け山の尾根の先。西軍側から見てその右に戸田・平塚ら。さらにその右、松尾山の麓に大谷・朽木・小川・脇坂・赤座直保ら。松尾山に小早川。石田隊は小関山に本陣を置き、島左近・舞兵庫・蒲生頼郷ら先手は小池村の前に柵を立て陣を敷く。毛利・宍戸元継・長宗我部・鍋島勝茂らは栗原山。吉川・福原広俊・長束・安国寺は南宮山。宇喜多隊の左に小西・島津・織田信高。
先陣の福島隊は宇喜多隊へ向かい、井伊・松平隊は福島隊を出し抜いて島津隊と交戦。石田隊には細川・黒田・加藤・田中・生駒一正・竹中重門の各隊が殺到し大谷隊には織田有楽斎長孝父子・藤堂隊が向かう。辰の時（午前8時ごろ）に始まった戦闘は巳午（10 - 12時）になっても勝敗が決しなかった。
黒田長政の手引きで裏切る手筈であった小早川隊が動かないのを不審に思った家康は様子見のため小早川隊の陣に向け銃撃を行うが、それでも変化は表れない。しかし、藤堂高虎に内通していた脇坂とともに小川・朽木・赤座の各隊が大谷隊に攻めかかると小早川隊もこれに続く。吉継は切腹、平塚・戸田は討ち死し、宇喜多隊は敗走。石田隊は大谷隊を突破した織田・藤堂隊をも相手にしてしばらく持ちこたえるが蒲生以外諸士が討ち死にし伊吹山方面へ敗走。西軍全体の潰走で退路を断たれた島津隊は敵中突破を試み、豊久を失い、わずか50名ばかりに兵力を減じながらも戦場を脱出。井伊直政は撤退中の島津隊の銃撃を受け負傷落馬する。毛利秀元は長束正家からの出陣要請に応えようとしたものの、毛利勢先鋒の吉川広家が家康に内通して動かなかったため戦闘に参加出来ず、勝敗が決すると上方へ向け戦場を離脱。西軍の戦死者は約32,600名で、戦闘終了は未の刻（午後2時ごろ）。15日夜長束・安国寺・長宗我部・鍋島の各隊も戦わずして山を下り始め、翌16日未明には撤収完了。16日より佐和山攻め。
以上のように午前中に戦闘が始まり小早川らの裏切り以降西軍が崩壊するという大筋は共通しているが、そのほか細部においては違いが見られる。また合戦当日にまつわる逸話として、福島正則と井伊直政の先陣争い、家康による小早川秀秋の陣への銃撃、島津隊の敵中突破などがよく知られるが、それらも史料によって内容が異なる。
- 福島正則と井伊直政の先陣争いについて「#福島正則と井伊直政の先陣争い」へ。
- 家康による秀秋への銃撃については「#小早川秀秋の陣に対する家康の銃撃」へ。
- 島津隊の退却については「島津の退き口」へ。

主な両軍の大名
- 下表内の兵力数は主に『日本戦史関ヶ原役』に拠る。『日本戦史関ヶ原役』は東西両軍の兵力の実数は不明であるとしたうえで、石高100石あたり3人で算出した動員可能兵力の推測値を載せている。

（石高の隣、○印は関ヶ原に布陣した大名、●は寝返った大名、▲は布陣のみに終った大名）
|      | 武将             | 石高（万石）                        | 兵力          |      | 武将         | 石高（万石） | 兵力                    |
| ---- | ---------------- | ----------------------------------- | ------------- | ---- | ------------ | ------------ | ----------------------- |
| 西軍 | 毛利輝元         | 120.5                               | -             | 東軍 | 徳川家康 ○   | 256.0        | 約30,000                |
| 西軍 | 毛利秀元 ▲       | （20.0）                            | 約16,000      | 東軍 | 松平忠吉 ○   | （10.0）     | 3,000                   |
| 西軍 | 吉川広家 ●       | （14.2）                            | －            | 東軍 | 井伊直政 ○   | （12.0）     | 3,600                   |
| 西軍 | 大友義統         | 文禄・慶長の役で改易 毛利輝元の支援 | 約2,000       | 東軍 | 本多忠勝 ○   | （10.0）     | 500                     |
| 西軍 | 上杉景勝         | 120.0                               | 約25,000      | 東軍 | 前田利長     | 84.0         | 約25,000                |
| 西軍 | 島津義弘 ○       | 73.0                                | 約1,700       | 東軍 | 伊達政宗     | 58.0         | 23,000 - 28,000         |
| 西軍 | 宇喜多秀家 ○     | 57.0                                | 17,220        | 東軍 | 堀秀治       | 45.0         | －                      |
| 西軍 | 佐竹義宣         | 54.0                                | －            | 東軍 | 最上義光     | 24.0         | 約7,000                 |
| 西軍 | 小早川秀秋 ●     | 37.0                                | 15,675        | 東軍 | 福島正則 ○   | 24.0         | 6,000                   |
| 西軍 | 長宗我部盛親 ▲   | 22.0                                | 6,660         | 東軍 | 加藤清正     | 20.0         | －                      |
| 西軍 | 小西行長 ○       | 20.0                                | 6,000         | 東軍 | 筒井定次 ○   | 20.0         | 2,850                   |
| 西軍 | 増田長盛         | 20.0                                | －            | 東軍 | 細川忠興 ○   | 18.0         | 5,100                   |
| 西軍 | 石田三成 ○       | 19.4                                | 5,820         | 東軍 | 黒田長政 ○   | 18.0         | 5,400                   |
| 西軍 | 織田秀信         | 13.5                                | 約9,000       | 東軍 | 蜂須賀至鎮 ○ | 17.7         | 不明                    |
| 西軍 | 小川祐忠 ●       | 7.0                                 | 2,100         | 東軍 | 浅野幸長 ○   | 16.0         | 6,510                   |
| 西軍 | 安国寺恵瓊 ▲     | 6.0                                 | 1,800         | 東軍 | 池田輝政 ○   | 15.2         | 4,500                   |
| 西軍 | 毛利勝信 ○       | 6.0                                 | 不明          | 東軍 | 生駒一正 ○   | 15.0         | 1,830                   |
| 西軍 | 長束正家 ▲       | 5.0                                 | 1,500         | 東軍 | 中村一栄     | 14.5         | 4,350                   |
| 西軍 | 大谷吉継 ○       | 5.0                                 | 1,500         | 東軍 | 藤堂高虎 ○   | 8.0          | 2,490                   |
| 西軍 | 大谷吉治 ○       | －                                  | 3,500         | 東軍 | 堀尾吉晴     | 10.0         | －                      |
| 西軍 | 木下頼継 ○       | 2.5                                 | 750           | 東軍 | 加藤嘉明 ○   | 10.0         | 3,000                   |
| 西軍 | 田丸直昌 ○       | 4.0                                 | 不明          | 東軍 | 田中吉政 ○   | 10.0         | 3,000                   |
| 西軍 | 真田昌幸         | 3.8                                 | 2,500 - 3,000 | 東軍 | 京極高知 ○   | 10.0         | 不明                    |
| 西軍 | 脇坂安治 ●       | 3.3                                 | 990           | 東軍 | 京極高次     | 6.0          | 約3,000                 |
| 西軍 | 赤座直保 ●       | 2.0                                 | 600           | 東軍 | 寺沢広高 ○   | 8.0          | 2,400                   |
| 西軍 | 平塚為広 ○       | 1.2                                 | 360           | 東軍 | 山内一豊 ○   | 5.9          | 2,058                   |
| 西軍 | 朽木元綱 ●       | 1.0                                 | 600           | 東軍 | 金森長近 ○   | 3.9          | 1,140                   |
| 西軍 | 戸田勝成 ○       | 1.0                                 | 300           | 東軍 | 有馬豊氏 ○   | 3.0          | 900                     |
| 西軍 | 河尻秀長 ○       | 1.0                                 | 300           | 東軍 | 滝川一時 ○   | 1.4          | 不明                    |
| 西軍 | 石川貞清 ○       | －                                  | 360           | 東軍 | 織田長益 ○   | 0.2          | 450                     |
| 西軍 | 織田信高 ○       | －                                  | 不明          | 東軍 | 古田重然 ○   | －           | 1,020                   |
| 西軍 | 毛利元康         | （－）                              | －            | 東軍 | 徳川秀忠     | （－）       | 約15,000                |
| 西軍 | 小早川秀包       | 13.0                                | －            | 東軍 | 榊原康政     | （10.0）     | 3,000                   |
| 西軍 | 立花宗茂         | 13.2                                | －            | 東軍 | 大久保忠隣   | （6.5）      | －                      |
| 西軍 | 筑紫広門         | 1.8                                 | －            | 東軍 | 酒井家次     | （3.7）      | 900                     |
| 西軍 | 鍋島直茂・勝茂 ● |                                     | 32,000        | 東軍 | 黒田孝高     | （18.0）     | 9,000（一時的に13,000） |

- 松平忠吉等の所領は徳川家康の、毛利秀元・吉川広家・毛利元康の所領は毛利輝元の領地に含まれる。
- 安国寺恵瓊・小早川秀包ら秀吉の取り立てによる毛利系大名は、毛利輝元の領地に含まれない。
- 毛利秀元の兵力は毛利輝元と吉川広家の兵力の合計。
- 島津義弘の兵力は島津豊久隊との合計。
- 伊達政宗の兵力は、松川の戦いで動員された兵力20,000〜25,000と慶長出羽合戦で動員された留守政景率いる最上氏援軍3,000の合計。
- 上杉景勝の兵力は、あくまで慶長出羽合戦で動員された兵力のみ。松川の戦いや上杉遺民一揆の兵力は含まない。

## 地方への波及
美濃関ヶ原での戦いと連動して、その前後、全国各地で東軍支持の大名と西軍支持の大名とが交戦した。

### 奥羽
上杉征伐のきっかけは、堀秀治の讒訴というのが定説であるが、近年秀治が西軍側につこうとしたことを示す書状などが発見されている。家康は三成挙兵により反転する際、結城秀康を主力に、上杉領に面した最上義光や、その近隣の秀治や伊達政宗に対して景勝監視の命を下した。上杉領を自領が分断する形になっていた最上義光は、上杉勢との衝突は避けられなかった。義光は奥羽諸将と連合し上杉勢と戦おうとしたが、関ヶ原開戦の報を受けると諸将は自国安定のため引き上げていった。数の上で不利を悟った義光は、嫡子を人質とすることを条件に上杉勢に和睦を申し入れたが、義光が秋田実季（東軍）と結び上杉領を攻める形跡を上杉側に知られたため成立しなかった。9月9日、米沢城方面から直江兼続が指揮を執る軍が、また庄内から志駄義秀・下対馬軍が最上領に押し入った。さらに小野寺義道も最上領湯沢城を攻撃した。
伊達政宗は東軍につき徳川家康が勝利した暁には、政宗の旧領7郡を加増し百万石の領地を与えるという、家康から「百万石のお墨付き」（仙台市博物館蔵）を受け取っていた。伊達勢は上杉領の白石城を攻撃し占領するも、これを返還することを条件に上杉勢と和睦を結んだ。
最上義光は9月12日の畑谷城落城をうけて9月15日嫡男最上義康を伊達政宗に派遣し援軍を要請。伊達家内では「上杉勢と最上勢を戦わせた後に攻めれば、上杉勢を退けることが出来、山形は労せずして我が物になる」という片倉景綱の進言も出たが、最上潰滅は上杉景勝の脅威をまともに受けることにつながるので（一説には山形城に居る母の身を政宗が案じたとも）留守政景を総大将名代として9月17日に援軍を出撃させた。9月15日直江兼続本隊が長谷堂城攻撃を開始。9月21日伊達氏援軍が山形城東方の小白川に着陣する。兼続は最上勢の鮭延秀綱らに苦戦し、志村光安が守備する寡兵の長谷堂城を攻略しきれなかったことで戦局は膠着状態となったが、9月29日に関ヶ原の詳報が両軍陣営に達し、流れは最上勢に傾いた。
兼続は撤退を命令し、自身で殿軍を務め撤退を開始した。最上軍・伊達軍は追撃を開始し、義光自ら先頭に立ち攻撃を仕掛けた。この追撃戦は混戦となり、義光は兜に銃弾を受けるなどしたが、最上義康らの軍勢が追いつき難を逃れた。兼続勢は10月4日に米沢城に帰還したが、最上領内部に取り残された上杉勢は最上勢に敗れ、下秀久など降伏する者が相次いだ。また、伊達政宗も10月6日には2万の軍勢で上杉領の信夫郡福島城に攻めかかったが、福島城代の本庄繁長と梁川城代の須田長義の抵抗に遭い攻略に失敗して撤退した（松川の戦い）。

### 北陸
前田利長は上杉攻めを支援すべく、7月26日に金沢を出発。8月に入り山口宗永が篭る大聖寺城を包囲、3日で落城させると青木一矩の北ノ庄城を囲んだ。しかし、「大谷吉継の大軍が後詰でやってくる」という虚報（吉継自身が流したと言われている）に引っかかり、急いで金沢に引き返そうとした。
利長は途中軍勢を二手に分け、丹羽長重が篭る小松城に別働隊を送り込んだ。8月9日、別働隊に長重の篭城軍が攻撃して、別働隊を破った長重はさらに利長の本隊も襲い、損害を与えた（浅井畷の戦い）。こう着状態になったあと長重は和睦、小松城を明け渡した。金沢に戻った利長は軍を建て直し、9月12日に再度金沢を出発したが、結局関ヶ原には到着できなかった。この時、大聖寺城攻撃には参加していた弟の前田利政は、居城である七尾城に篭ったまま動かず、東軍には加わらなかった。利政はかねてより西軍への参加を主張していたとも、西軍の人質となっていた妻子が救出されるまで動くべきではないと考えていたとも言われ、結果的に領地没収となった。

### 四国
伊予でも東軍についた加藤嘉明の松前城に対し、毛利軍が戦闘をしかけた。平安時代から続く旧伊予守護家・河野氏当主であった河野通軌（河野通直の養子。実父は毛利氏重臣・宍戸元秀）を始め平岡直房・曽根高房ら河野氏遺臣、村上武吉・村上元吉父子ら伊予に縁のある毛利家臣が三津浜に上陸し、陣を敷いた。松前城に対し開城を要求したが、加藤家の留守居役佃十成らに夜襲を受け、村上元吉らが討ち死にし（三津刈屋口の戦い）、その後も毛利方が不利のまま関ヶ原での西軍敗北を受けて毛利軍は撤退、関ヶ原の戦いに乗じた河野氏再興はならなかった。また阿波の蜂須賀領、讃岐の生駒領は父が西軍、子は東軍になったが、父の西軍参加は消極的なものであった。そのため、彼の領地は毛利氏に占領されている。このように、戦国時代より領土を拡張していった毛利氏は関ヶ原の戦いの前後の政変に於いて、豊臣政権の名において四国に対する各方面での攻略を行ったが、関ヶ原の本戦で西軍が一日にして敗北すると兵を収め、その反徳川的行動から所領の多くを失うこととなった。

#### 阿波方面
阿波の領主のうち赤松氏は、毛利輝元などによる豊臣政権としての動員命令に従って、西軍となった。蜂須賀家政は嫡男の至鎮を東軍として派遣していたが、少数（一説には18騎）であり、多くの兵力が国元の阿波に止まっていたと考えられる。輝元が大坂城に入城して豊臣政権から親徳川勢力を一掃すると大坂に居た家政は親徳川的な態度を咎められて逼塞処分の後、剃髪して高野山へ追放され、家臣団は豊臣家の馬廻衆に編入されて北国へ出陣されることとなった。また、毛利氏が阿波の対岸の大坂を抑えるために豊臣政権としての命令が出され、本国の阿波は関ヶ原の帰趨が決すまでの一時期、毛利氏の占領下に置かれた。西軍による伏見城攻撃中の7月29日、大老の毛利輝元と、奉行の長束正家・増田長盛・前田玄以の著名により毛利氏家臣の佐波広忠と村上元吉・景親兄弟に蜂須賀家家臣と共同して阿波の管理をするように指令している。8月には村上兄弟に代わって毛利氏家臣の椋梨景良・仁保民部少輔・三輪元徳が阿波の管理に派遣された。
9月19日、輝元は関ヶ原の趨勢が決したことを受け、家康と和議進捗中で阿波の占領を解いて占領軍に大坂への撤退を命じ、家政への返還を申し入れている。阿波占領軍は25日、蜂須賀家の益田彦四郎に徳島城を引き渡し、阿波占領は終了した。

#### 讃岐方面
讃岐の生駒氏に関しては関係史料が少ないが、阿波と似た様な状況にあり、生駒親正は生駒一正を東軍に付けており、岐阜城の戦いでは家康より感状を受領する程奮戦しているが、本国では蜂須賀氏と似たような状況であり、毛利氏の意向を受けた豊臣政権の圧力を受けて同じように剃髪して高野山へ一時追放され、讃岐を占領され、後に復権した。占領中に生駒氏の軍は西軍に編入されて田辺城攻めに使われた。このような状況は関ヶ原の戦いの結果が出るまで続いた。

#### 伊予方面
伊予の領主のうち、小川氏・池田氏・来島氏は毛利輝元などによる豊臣政権としての動員命令に従って、西軍となった。大規模な戦闘に至らなかった阿波や讃岐と違って、伊予方面では毛利輝元の意を受けた伊予攻略軍が東軍の加藤嘉明と藤堂高虎の領地に対して調略を行った。加藤領に対しては直接の軍事行動を起こし、旧河野家の後継者的立場にあった宍戸景世（河野通軌に比定）が総大将格となり、他に桂元綱、伊予国人の曽根景房、因島村上氏や8月に阿波方面から抽出された村上元吉が伊予に派遣された。9月17日に三津浜に上陸した伊予攻略軍は佃十成が指揮を執る加藤家の留守部隊に急襲されて村上元吉や曽根景房が戦死した（三津浜夜襲）。毛利氏ではこの敗戦に対して、宍道政慶と木屋元公を増派している。加藤家の編纂資料である『明公秘録』ではこの三津浜の戦闘で加藤軍にも多くの戦死者が出たとされており、三津浜を引き払った伊予侵攻軍は内陸部に侵攻し久米の如来院を占領して荏原城で蜂起した旧河野家家臣の平岡直房や正岡氏に呼応している。19日には如来院で戦闘が行われ、加藤家の指揮官の黒田九兵衛直次が戦死している。23日の三津ノ木山での戦闘を最後に、翌日には関ヶ原の戦いの結果を受けて伊予攻略軍は撤退した。
また、毛利氏は藤堂高虎の領地には直接の侵攻を行なわなかったが、伊予西園寺氏の旧臣である久枝氏や山田氏などの在地勢力に蜂起工作を行った。その結果、宇和郡松葉村の三瀬六兵衛が毛利氏に内通して一揆を起こし、鎮圧軍では足軽大将の力石治兵衛（力石是兵衛）が戦死するなど、一度板島へ引き上げた後に宇都宮氏の旧臣・栗田宮内の働きにより、ようやく鎮圧された。

#### 土佐方面
土佐の長宗我部氏は毛利輝元などによる豊臣政権としての動員命令に従って西軍として行動した。

### 九州
九州では主に領国に所在した黒田如水と加藤清正が西軍大名領に攻め込む形で戦いが発生した。

#### 黒田如水
7月に石田三成が挙兵すると、孝高は徳川家康につき九州で挙兵する意思を示し、これが家康に認められると9月9日に中津城より豊前・豊後に出陣した。孝高の最初の目標は豊後国東の垣見一直の富来城と熊谷直盛の安岐城であり、両領主は美濃の大垣城に所在しており、留守を家臣が守っていた。両城の攻撃は大友義統による豊後上陸と杵築城（木付城）攻撃に対応と石垣原の戦いにより一時中断されるが、9月17日よりから再開され、24日には両城とも開城・接収された。毛利高政領の本城日隈城及び支城の角牟礼城も19日以降に開城・接収されている。侵攻中の19日に孝高が藤堂高虎宛てに送った書状では、如水と加藤清正が自力で切り取った西軍領を拝領できるよう家康に取り成して欲しいと依頼している。佐賀の鍋島直茂は息子の勝茂が西軍についたが在国の直茂は9月下旬に孝高・清正につき領国を保った。小早川秀秋領の名島城は領主留守中に黒田軍が秋月まで侵攻したが、留守居役と交渉して久留米攻めに合意して東軍となり小早川領を維持した。小早川秀包領の久留米城は領主留守中に黒田・鍋島軍の攻撃を受け、10月14日に孝高により開城・接収された。中川秀成は配下の宗像・田原氏が離脱して石垣原の戦いに参加したため西軍と疑われたが黒田軍について佐賀関の戦いで被害を出したものの太田一吉領の臼杵城を10月頃に開城させて東軍であることを証明した。城は最終的に黒田孝高が接収した。

#### 毛利勝信
毛利勝信（吉成）は毛利輝元や奉行衆の使者として、8月18日に熊本城の加藤清正の下へ派遣され、西軍参加を説得した（ただし、途中で伏見城攻撃時に自軍が甚大な被害を受けた報を聞き、急遽小倉に引き返したため勝信の家臣が清正に書状を渡したともいわれる）。毛利勝信は子の毛利勝永（吉政）が指揮した伏見城攻撃時に多くの家臣（毛利九左衛門、毛利勘左衛門など）を失い、続く安濃津城攻撃や関ヶ原本戦時に吉政は輝元家臣と共に安国寺恵瓊の指揮下に編成されるなど単独の軍事編成が失われ、家中も混乱状態にあった。東軍についた黒田如水が軍勢を整えて攻撃を仕掛ける様相を呈している中で、領国同士が海峡を挟んで隣接し、西軍の盟主でもあった毛利輝元は家臣の三沢為虎・和田重信などを勝信領の門司城に派遣し、同じく主城の小倉城も輝元勢の統制下に置いて対抗した。本戦の結果により輝元も手を引き、毛利勝信領の小倉城は10月19日以前に如水により開城・接収された。

#### 加藤清正
加藤清正は関ヶ原の戦いの前年に発生した薩摩・島津家中の内紛である庄内の乱の際に、反乱を起こした伊集院忠真を秘かに支援していたことが家康に知られ、庄内の乱の収拾を図っていた家康の怒りを買った結果、上杉征伐への参加を認められなかった。清正と家康の疎遠化という事態に対し、西軍は毛利輝元らが書状を送って西軍への参加を求めて説得工作を行った（前述の毛利勝信の派遣もその一環である）。しかし、清正は家康から上杉遠征軍に自らの家臣や小姓を随行させる許可を得て、万が一の際に家康との連絡を取る態勢を整えていた。そして、家康は小山評定の直後に随行していた清正の家臣に書状を託して帰国させ、家康が尾張に到着するまでは勝手な軍事行動を控えるように指示して実質東軍への参戦を認めた。この家臣が帰国して家康の書状を清正に渡したのは8月後半と推定されているが、その間にも清正は黒田如水や松井康之（細川忠興重臣・杵築城守将）と連絡を取り協力を約していた。肥後では宇土城の小西行長と人吉城の相良頼房が西軍として出兵中であり、8月12日付け書状により家康より加藤清正は肥後と筑前は切り取り次第であることを認められた（ただし、この使者が清正の許に到着したのは9月10日のことである）。領国の熊本城を9月15日に進発した加藤清正は、当初は大友義統に攻められた豊後・杵築城の救援に駆けつける予定であったが、この日に発生した石垣原合戦で大友軍は壊滅、黒田如水からの書状で事情を知った清正は17日に豊後入りを取りやめてそのまま兵を小西領に向けて方向を転じた。19日より宇土城へ攻め寄せて21日には城下を焼き払った。小西行長の本城宇土城は城代の小西行景が南条元琢・内藤如安と共に堅守して加藤軍を苦しめると共に島津に援軍を要請し、島津義久は島津忠長・新納忠元らを肥後に派遣し、肥後水俣城に籠もり、芦北を攻めるなど加藤軍と戦った。本戦の結果を受けて10月20日に小西行景が開城に応じて自刃すると島津勢も薩摩へ帰還した。なお、先立つ10月17日に清正家臣の吉村左近は小西領八代城を接収しており、宇土城も清正により11月には占領統治が開始されている。

#### 立花宗茂
立花宗茂は、当初西軍に属した後に岐阜城陥落の報を契機に大津城に籠城して東軍となった京極高次を毛利勢と共に攻撃して開城させ、関ヶ原本戦には参加できなかった。本戦後、大坂城経由で海路領国の柳川城へ10月初めに帰城すると、黒田・加藤・鍋島の攻撃を受ける。10月20日、宗茂自身は柳川城にいて、宿老の小野鎮幸を野戦の総大将として1,300兵を率いて柳川北方の三瀦郡で鍋島勢の先鋒軍3,000～5,000と衝突し（江上合戦・八院の戦い・柳川合戦）立花了均（鎮実）・立花統次・新田鎮実らの重臣を失い、小野鎮幸も重傷を負うなどの大打撃を受けたが、立花成家の奇襲により鍋島軍の進撃を一時に止めた。家康により身上安堵の朱印状を受領した後に、加藤清正と25日に和睦が成立した。柳川城は清正家臣の加藤正次が受領した。この後、孝高と清正は加藤・黒田・鍋島・立花からなる九州連合軍を編成して島津攻めの準備に掛かる一方、宗茂を仲介として和平交渉を行っている。11月になると家康は薩摩攻めの中止を指示し、企画されていた徳川秀忠による島津攻めは計画のみに終わった。なお、佐土原の島津豊久は本戦で戦死したが、領国は薩摩の庇護を受けて維持した。

#### その他諸将
その他、伊東祐兵は病のために大坂に滞在していたものの、早くから家康に通じて領国の兵が東軍として戦ったために所領を安堵された。
相良頼房・秋月種長・高橋元種は東軍に内応して大垣城を占拠したことで現状維持したが、高橋元種の支城であった宮崎城は伊東祐兵に占領された。

### その他

#### 関東
常陸の大名であった佐竹義宣は三成と親交が深く、上杉景勝と連携して会津征伐に向かう徳川軍を挟撃するという密約を結んでいたといわれる。だが、父・佐竹義重や弟で蘆名氏を継いだ蘆名盛重、重臣筆頭である佐竹義久が「東軍に与すべし」と主張し義宣の西軍加担に強硬に反対した。隠居していたとはいえ一代で佐竹氏を北関東・仙道筋の一大勢力に成長させた義重の発言は当主である義宣も無視できず、自身の三成との親交と板ばさみとなり曖昧な態度に終始した。すなわち、配下の武将を中山道進軍中の秀忠隊に派遣し、従軍させたのである。配下の多賀谷重経や、小勢力の山川朝信、相馬義胤、岩城貞隆は景勝に通じていたが、これには宇都宮氏一族で結城秀康の家督相続によって当主の座を追われて浪人となった結城朝勝（佐竹義重の妹が生母）の動きが背後にあった。

#### 伊勢
関ヶ原に進出途上だった毛利勢らが、道中にあった安濃津城など伊勢の諸城を攻め立てた。安濃津城の富田信高は降伏・出家、松坂城の古田重勝は和睦で時間稼ぎしつつ持ちこたえた。桑名城の氏家行広・氏家行継兄弟は当初中立を宣言していたが西軍の圧力に押されて西軍に加担した。その後西軍は福島正頼（正則の弟）が籠もる長島城を攻略しようとしたが、東軍が清洲城に集結したとの報に接し美濃方面へ転進している。

#### 伊賀
安濃津城攻略向け進軍してきた西軍は3万の兵で伊賀上野城を攻める（上野城の戦い）が、筒井玄蕃は高野山へ逃亡・謹慎し、城を交戦せずに明け渡し、新庄直頼が入った。会津征伐に出陣中の城主筒井定次は、徳川家康に許しを得て伊賀国に引き返し、伊賀衆と共に上野城を攻撃する。戦闘の末新庄親子は降伏し、退却した。上野城を奪還した定次は関ヶ原へ引き返し、石田三成らと交戦した。

## 合戦後の動き
東軍諸大名への論功、および西軍諸大名への処罰やその後の動向については関ヶ原の戦いの戦後処理を参照。

### 大垣・佐和山落城
関ヶ原での本戦が東軍の大勝利で終わったその日、家康は首実検の後、大谷吉継の陣があった山中村へ陣を移し、休養を取った。明くる9月16日には裏切り組である小早川、脇坂、朽木、赤座、小川に三成の本拠である佐和山城攻略の先鋒を命じ、これに近江方面の地理に明るい田中吉政のほか軍監として井伊直政が加わり、2万を超える大軍を以って近江鳥居本へ進軍。家康は平田山に陣を構えて攻撃を命じた。佐和山城には三成の兄である石田正澄を主将に父・石田正継や三成嫡男・石田重家、大坂からの援兵である長谷川守知ら2,800の兵が守備しており、6倍以上もの兵力差に加えて御家安泰のために軍功を挙げねばならない秀秋らの攻撃を津田清幽らの奮戦で退けた。正澄は家康の旧臣だった清幽を使者に降伏交渉に入ったが、正澄の自刃、開城とひきかえに他の一族、城兵、婦女子を助命するという条件でまとまった9月17日に長谷川守知が寝返り東軍の兵を引き入れ三の丸が陥落すると翌18日早朝に田中吉政隊が天守に攻め入り落城。正澄ら三成の一族は自刃して滅んだ。清幽は家康に違約を激しく詰問し、三成の三男佐吉をはじめとする生き残った者を助命させた。赤松則英は逃亡後福島正則を頼って投降したが、後に切腹を命じられた。重家は脱出して京都妙心寺に入り、後に助命されて同寺へ出家させられた。
一方、関ヶ原本戦直前まで、西軍の前線司令部であった大垣城には、福原長堯を始め垣見一直、熊谷直盛、木村由信・豊統父子などが守備の任に就いていた。これに対し東軍は松平康長、堀尾忠氏、中村一忠、水野勝成、津軽為信が包囲し対陣していた。関ヶ原本戦が西軍の敗北に終わると、城内には動揺が広まったが、逸早く行動に出たのは三の丸を守備していた肥後人吉城主・相良頼房であった。会津征伐に従軍中、三成に東下を阻止された頼房は、長堯の指揮下に入り、同じ九州の大名である秋月種長・高橋元種と共に三の丸を守備していた。西軍敗北の報を受け、頼房は重臣である犬童頼兄の助言もあり、妹婿の種長及びその弟である元種と相談の上、かねてより音信を取っていた井伊直政を通じ、家康への内応を密かに連絡した。連絡を受けた直政は家康に報告、家康は直ちに大垣城開城を頼房らに命じるが、長堯ら本丸・二の丸に陣取る大名の戦意は高かった。このため頼房・種長・元種の三将は、9月17日頃軍議と偽って籠城中の諸将を呼び出し、現れた垣見・熊谷・木村父子を暗殺し二の丸を制圧した。これを知った長堯は本丸で頼房らを迎撃し奮闘したが、包囲軍に属していた西尾光教の説得によって、9月23日城を明け渡して伊勢朝熊山へ蟄居した。家康は長堯を許さず切腹を命じ、長堯は9月28日同地で自刃した。内応した三将は領地を安堵されている。
伊勢・志摩・伊賀・東紀州方面でも西軍の敗報に接し多くの城主が降伏・開城している。
9月16日には伊勢亀山城が開城し、城主岡本良勝は自刃を命じられた。嫡男・重義も近江水口で自刃した。桑名城も同日開城、当初東軍に加担するつもりが西軍の圧力で止む無く西軍へ加担した氏家行広・行継兄弟は、山岡道阿弥に城を明け渡し、後改易された。長島城を包囲していた原長頼は逃走したが捕縛。伊勢美濃津城に籠城していた池田秀氏や、伊賀上野城を占拠していた新庄直頼・新庄直定は、城を放棄して退却している。
八月下旬の安濃津城攻めに参加した鍋島勝茂だったが、徳川に内応した父・鍋島直茂の命で西軍を離脱し、伊勢・美濃国境付近で傍観していたが、西軍敗走の報に接するや直ちに大坂へ退却、その後、伏見城に赴き家康に謝罪している。
志摩鳥羽城主・九鬼守隆は家康に従軍して会津に向かったが、間隙をついて父の九鬼嘉隆が城を奪取、さらに水軍を率いて伊勢湾海上封鎖を行って安濃津城への東軍の援軍を入れず、この方面での西軍の初戦圧倒的優位に貢献した。嘉隆は秀吉の旧臣であった。しかし、関ケ原からの知らせが届くと、伊勢答志島へ逃走。守隆は父の助命を家康に懇願、当初家康は拒否したが、加増の内示を受けていた伊勢南部五郡を返上しての助命嘆願に免じこれを許した。しかし助命の報が届く直前に嘉隆は自刃していた。
義父の嘉隆と共闘して九鬼水軍の鳥羽城を襲い、伊勢湾に侵入した熊野水軍の棟梁・堀内氏善は南に走り本拠の紀伊新宮城に籠城したが、10月には城を捨てて逃走している。

### 論功行賞と三成の処刑
家康は西軍の首謀者で、敗戦後逃亡し行方不明となっている三成や宇喜多秀家、島津義弘らの捕縛を厳命。一方で大坂城無血開城を行うべく、福島正則と黒田長政に西軍総大将である毛利輝元との、開城交渉を命じている。家康は現在の近江八幡、日牟禮八幡宮で戦勝祈願の後、9月20日に京極高次の居城である大津城に入城し、しばらく留まった。この間北陸方面の東軍総大将であった前田利長が、西軍に属した丹羽長重と青木一矩の嫡男・青木俊矩を連れて合流している。家康は両名の懇願を排し、改易処分とした。また家康が大津城に入城した同日に、中山道軍総大将であった徳川秀忠が合流している。秀忠は真田昌幸が籠もる上田城を攻める途上で急遽上洛を命じられ、元より本戦には間に合わなかったが急行したため軍列が乱れたことを家康は叱責した。
一方、逃亡していた西軍諸将であるが、まず9月19日に小西行長が竹中重門の兵に捕らえられ、草津に滞在中であった家康本陣に護送された。続いて三成が9月21日、近江伊香郡古橋村（後の高時村）において旧友である田中吉政の兵に逮捕された。逮捕された場所は三成の領内であり、同地の農民が処罰を覚悟の上で匿っていた。しかし三成は発覚したことを知ると自ら吉政の兵に身分を明かし、捕縛されている。捕縛後9月22日に大津へ送られ、東軍諸将とここで再会した。この時のエピソードとして福島正則は三成に罵詈雑言を浴びせ、黒田長政や浅野幸長は逆に三成に労りの声を掛けている。また小早川秀秋は三成に裏切りを激しく詰られたと伝えられている。9月23日には京都において安国寺恵瓊が奥平信昌の兵によって捕らえられ、大津に護送された。この三名は9月26日に家康が大津城から淀城に移動する際、大坂へ護送された。五奉行の一人で関ヶ原本戦に参じていた長束正家は居城である水口城へ戻っていたが、これを知った家康は池田輝政・長吉兄弟と稲葉貞通に水口城攻撃を命じ、9月30日に開城させている。また細川忠興は家康の命を受け、父・細川幽斎の籠る田辺城を攻撃した総大将・小野木重勝が拠る丹波福知山城攻撃に向かった。途中丹波亀山城において父と再会、田辺城の戦いに加わりながら戦意を見せなかった谷衛友、別所吉治、川勝秀氏、藤掛永勝らを従え9月23日より攻撃を開始した。重勝は徹底抗戦の構えを見せたが、井伊直政と山岡景友の説得により開城、城下の寺へ謹慎した。
家康は淀城を経て9月27日に大坂城に入城。豊臣秀頼や淀殿と会見した後、毛利輝元退去後の大坂城西の丸へ入り、井伊直政・本多忠勝・榊原康政・本多正信・大久保忠隣・徳永寿昌の6名に命じて、家康に味方した諸大名の論功行賞の調査を開始する。9月30日、慶長出羽合戦を繰り広げていた上杉景勝の下に、ようやく西軍敗戦の報が伝えられ、長谷堂城にいた直江兼続は撤退を開始した。
10月15日以降、論功行賞が順次発表された。宇都宮城に拠って上杉景勝・佐竹義宣を牽制した結城秀康の67万石を筆頭に、豊臣恩顧の諸大名は、軒並み高禄での加増となった。しかしいずれも西国を中心に遠国へ転封となり、京都・大坂および東海道は、家康の子供達や徳川譜代大名で占められた。詳しくは「関ヶ原の戦いの戦後処理」を参照のこと。
また、豊臣氏の蔵入地が廃止され、それぞれの大名領に編入されたことで、豊臣直轄領は開戦前の222万石から摂津・河内・和泉65万石余りに事実上減封となった。ただし、これは蔵入地が廃されたからではなく、関ヶ原の戦いが「公戦」として位置づけられたことで、豊臣政権から諸大名に対する論功行賞として「恩賞」を与える必要が生じたが、西軍についた大名から没収した所領だけでは賄いきれず、蔵入地の一部が恩賞として宛がわれた結果とするのが適切であるとする指摘がある。勿論、この差配は豊臣政権を事実上掌握した家康によるものである。
一方家康はこの戦いが「公戦」と認められたことで、自身の領地を諸大名への恩賞として分け与える必要性がなくなり、却って開戦前の255万石から400万石へと増加させ、京都・堺・長崎を始めとする大都市や佐渡金山・石見銀山・生野銀山といった豊臣家の財政基盤を支える都市・鉱山も領地とした。また豊臣恩顧の大名が家康の論功行賞によって加増された事は、彼らが豊臣家の直臣から切り離され、独立した大名家となった事を意味した。これにより徳川家による権力掌握が確固たるものになり、徳川と豊臣の勢力が逆転する。
ただし、かつてはこの一連の論功行賞で豊臣氏が一大名の地位に陥落したとする学説が一般的であったが、豊臣氏がなお特別の地位を保持して、徳川の支配下には編入されていなかったとする説が現在では一般的である。
10月1日、大坂・堺を引き回された三成・行長・恵瓊の3名及び伊勢で捕らえられた原長頼は京都六条河原において斬首された。首は三条大橋に晒されている。10月3日には長束正家と弟の直吉が自刃し、やはり三条大橋に首を晒された。福知山城を開城した小野木重勝は、直政や景友の助言によって、一旦は出家ということで助命が決まりかけたが、細川忠興が強硬に切腹を主張し、重勝は10月18日に丹波福知山浄土寺で自刃した。一説には父の面前で自刃させたとも伝えられている。この他赤松則英、垣屋恒総、石川頼明、斎村政広などがこの10月に自刃を命じられている。家康の弾劾状に署名した残りの五奉行、増田長盛と前田玄以については、両名とも東軍に内通していたが、長盛は死一等を減じられ武蔵岩槻に配流。玄以は所領の丹波亀山を安堵されるという、両極端な処分が下された。一方、西軍副将を務めた宇喜多秀家は、家康から捕縛を厳命されていたが、薩摩へ逃亡を果たした。

### 輝元の大坂城退去と毛利氏の処分
毛利輝元は、吉川広家ら毛利一族、福原広俊ら毛利家臣団の反対を押し切り、三成と彼の意を受けた安国寺恵瓊の要請によって、西軍の総大将に就任していたが、関ヶ原の敗北後もなお秀頼を擁して大坂城にあった。毛利秀元や立花宗茂、島津義弘らは大坂城に籠城しての徹底抗戦を主張しており（『立斎旧聞記』）、秀頼の命と称して篭城抗戦が行われる可能性も残されていた。
大坂には無傷で帰還した毛利勢や、本戦に参加しなかった軍勢も多数存在した。無傷のまま温存された毛利勢は、合戦で疲弊した東軍にとって大きな脅威であった。家康としては、輝元が秀頼を奉じて大坂城に籠城し、抵抗を続けることを恐れており、輝元を城から退去させる必要に迫られた。
そのため、家康は輝元に対して、9月17日に両者の良好な関係を望むとの書状を送り、大坂城からの退去を促した。また、家康は大野治長を大坂城に遣わし、秀頼と淀殿が今回の戦に関係あるとは家康は全く思っていないと説得させた。淀殿は礼の手紙を持たせて大野を送り返している。
一方で、関ヶ原本戦において功のある吉川広家が「輝元の西軍総大将就任は本人の関知していないところである」と家康を説得し、家康はその説明に得心したと回答する。これを知った輝元は、福島正則と黒田長政の開城要求に応じる。福島・黒田に加えて家康家臣の本多忠勝と井伊直政が、家康に領地安堵の意向があることを保障する起請文を輝元に差し出し、それと引換えに、輝元は9月25日に大坂城西の丸を退去した。退去後、輝元が京都付近の木津屋敷に引き篭もっていた頃に長雨が続いた。その屋敷の外れには、「輝元と 名にはいへども 雨降りて もり（毛利）くらめきて あき（安芸）はでにけり」、と戦わずして退去した輝元を皮肉る落首を記した高札が立てられたという（『関原大条志』）。
9月27日、家康は大坂城に入城して秀頼に拝謁し、西の丸を取り戻して秀忠を二の丸に入れた。だが、10月2日に家康は黒田長政を通じて広家に対し、実際には輝元が積極的に西軍総大将として活動していたという証拠（具体的には、諸大名への西軍参加を呼びかけた書状の発送、伊予において河野通軌ら、河野氏遺臣に毛利家臣である村上元吉を付けて、東軍・加藤嘉明の居城である伊予松前城攻撃に従軍させたこと、大友義統を誘い軍勢を付けて、豊後を錯乱したことなど）が多数発覚したため、広家の説明は事実ではなかったことが明らかになり、である以上は所領安堵の意向は取り消して「毛利氏は改易し、領地は全て没収する」、と通告した。その上で広家には彼の「律儀さ」を褒めた上で、その広家に周防国と長門国を与えて西国の抑えを任せたいという旨を同時に伝えた。
そのため、毛利氏安泰のための内応が水泡に帰した吉川広家は、進退窮まる形になった。謀反人の宿老であるにもかかわらず、「律儀さ」ゆえに彼のみは破格の扱いを受けるという形になった以上、今更「輝元の西軍への関与は知っていたが、自分の努力でなるべく動かないようにさせたので免責してほしい」などと前言を翻し、実情を述べて交渉することもできなくなった。そのため、自分自身に加増予定の周防・長門（現在の山口県）を輝元に与えるよう嘆願し、毛利本家を見捨てるくらいなら自分も同罪にしてほしい、輝元が今後少しでも不届きな心をもてば自分が輝元の首を取って差し出す、という起請文まで提出した。家康としても、九州・四国情勢などの不確定要素がある以上は毛利を完全に追い詰めることは得策ではないため、吉川広家の嘆願を受け入れ、先の毛利氏本家改易決定を撤回し、周防・長門29万8千石（現在の山口県）への減封とする決定を10月10日に下した（防長減封）。
そして、輝元は出家し、家督を嫡男である毛利秀就に譲って隠居した。輝元は「近頃の世は万事逆さまで、主君が家臣に助けられるという無様なことになっている」、と自らの非力を嘆いたという。
毛利領が安芸ほか山陽・山陰8か国（120万5千石）から防長2か国（29万8千石、のち高直しにより36万9千石）まで一気に減らされたことから、毛利本家は吉川氏に対し、残された毛利領より3万石（岩国領、後に高直しして6万石）を割き与えたものの、諸侯待遇の推挙を幕府に行わない仕打ちを行った。しかし、吉川広家の功績を知る幕府は、吉川氏を諸侯並みの待遇とし、当主は代替わりに将軍への拝謁が許されるという特権を与えて、吉川広家の功に報いた。
その後、毛利氏は幕府に本拠地を周防山口として申請したが、幕府からは長門萩にするよう命じられた。
なお、慶長4年（1599年）閏3月21日に家康と輝元は起請文で、家康を兄、輝元を弟とする義兄弟の契りを交わしていたが、それを西軍決起によって輝元に反故にされている。

### 島津氏の処分
関ヶ原本戦において、敵中突破を敢行した島津義弘は、堺より立花宗茂と共に海路逃走し、鹿児島へたどり着いた。義弘は桜島で自ら謹慎したが、当主である兄・島津義久ら島津氏首脳は家康の攻撃を予測して、領内の防衛体制を強化し、臨戦態勢を採った。一方家康は先に大垣城開城において中心的な役割を果たした相良頼房・秋月種長・高橋元種に、島津征伐の準備をするよう命じており、家康は当初、島津氏を武力で討伐する方針を固めていた。
九州では関ヶ原の戦いが終了しているこの時期でも、戦闘が繰り広げられていた。10月6日には黒田如水が豊前小倉城を攻撃して毛利勝信を降伏させている。また、加藤清正は松浦鎮信、有馬晴信、大村喜前と共に小西行長の居城である宇土城を攻撃していたが、西軍敗戦の報が届いたことで10月12日に城将・小西行景が自刃し開城した。薩摩から肥後へ攻め入った島津の軍勢は、清正家臣の加藤重次が守る佐敷城に阻まれ、これを攻め落とせないまま撤退。肥前佐賀の鍋島直茂と勝茂の父子は、伏見で家康に西軍加担を謝罪した際に、本領安堵の条件として筑後平定を命じられ、直茂父子は帰国後直ちに筑後平定に掛かった。まず小早川秀包の久留米城を開城させ、続いて立花宗茂の籠る柳河城を10月19日より包囲した。鍋島軍と立花軍の間で激戦が繰り広げられたが、包囲軍に加わった如水・清正の説得によって、10月25日に宗茂は開城、降伏する。
宗茂降伏後、家康は直ちに島津義久討伐を九州の全大名に命じた。最終的に家康に従った、九州の全大名が兵を動員して出陣し肥後水俣に進軍。これに対し島津義久は、ここで最終決戦を行おうと兵を総動員して北上させ、薩摩・肥後国境に軍を進めた。島津軍の指揮は、当主・島津義久みずからが執った。対する九州連合軍は、黒田、立花、鍋島、加藤である。
11月22日、義弘が、家康に謝罪の使者を送ったため島津征伐は中止となり、九州連合軍は撤退、以降家康と島津氏の間で交渉が行われた。島津義弘は関ヶ原の退却戦において傷を負わせた井伊直政に仲介を依頼したところ、直政はこの仲介要請を受諾し、以降徳川方の窓口として、島津義久、島津忠恒と戦後交渉をした。家康は義弘上洛の上で謝罪することを再三迫ったが、義久・忠恒は本領安堵の確約がない限りは上洛には応じられないとしてこれを拒否し、交渉は長期化した。島津側は家康に対し、そもそも家康の要請で義弘が伏見城守備に就こうとしたが、鳥居元忠に拒絶されたために止む無く西軍に加担したのであり、積極的な加担ではないと主張した。
その後2年にわたり交渉は続けられたが、最終的に家康が折れる形で直筆の起請文を書き、慶長7年（1602年）3月に薩摩・大隅・日向諸県郡60万石余りの本領安堵が決定された。決定後義久の名代として、忠恒が12月に上洛し謝罪と本領安堵の御礼を家康に伝え、島津氏も徳川氏の統制下に入った。このように粘り強い外交により、島津家は減地されることなく本領安堵を得ることができた。薩摩という、大坂から離れている地理的な利点は大きかったが、早い段階で家康に全面的な降伏をした毛利氏、上杉氏が大幅に減封されたことと比較すると、対照的な結果となった。
なお、薩摩に匿われていた宇喜多秀家は家康に引き渡され、前田利長と忠恒による助命嘆願により死罪を免れて、慶長11年（1606年）に八丈島に流罪となった。

### 上杉氏の処分
10月に毛利氏の処分が決定し、11月には島津氏が謝罪したことにより、西軍に加担した大名で処分が未決となっているのは、上杉景勝と佐竹義宣の2人となった。
景勝は最上軍と長谷堂城を中心に戦闘を繰り広げたが、9月30日に西軍敗走の一報が伝えられると撤退した。最上義光は上杉に占領されていた最上郡・村山郡を取り戻す過程で尾浦城主・下秀久を帰順させ庄内地方へ攻撃を開始した。伊達政宗も10月6日より桑折への侵攻を開始している。景勝は防戦する一方で家中に今後の対応を協議した。この中で直江兼続や甘糟景継、竹俣利綱らは徳川との抗戦を主張するが、本庄繁長や千坂景親らは和睦を主張している。最終的に10月23日に和睦の方針が決定され、主君の意を汲んだ兼続は主戦派の「江戸へ南下するべし」との意見を退けた。交渉には本多正信と親交の深い千坂景親と和睦を主張した本庄繁長が任命され、以後正信を始め東軍の対上杉防衛軍総大将であった結城秀康、本多忠勝、榊原康政らに取り成しを依頼した。彼らの取り成しにより、当初領地没収を予定していた家康も、次第に態度を軟化させていった。
年が明けた慶長6年（1601年）春、最上義康は酒田城の志駄義秀を攻めて降伏させ、最上氏は庄内地方一円を奪取した。伊達政宗も福島城を数度に渡り攻めたが上杉の守りに阻まれた。
7月1日、千坂・本庄両名の報告などから和睦が可能となったことを受け景勝は兼続と共に上洛し、秀頼への謁見後、8月8日結城秀康に伴われて伏見城の家康を訪問し謝罪した（『上杉家御年譜』）。上杉氏への処分は1ヶ月ほど経った8月16日に言い渡され、陸奥会津120万石から75%減の出羽米沢30万石（出羽置賜1郡および陸奥伊達・信夫2郡）へ減封となった。11月28日に米沢へ移動した。

### 佐竹氏の処分
一方、佐竹義宣自身は、三成との親交から西軍への加担を決め、景勝と密約を結び、上杉領内に入った徳川軍を挟撃する方針を採っていた。このため、上杉征伐では動かず、与力大名である岩城貞隆、相馬義胤、多賀谷重経もこれに同調した。しかし、佐竹家中では父である佐竹義重、弟の蘆名義広、佐竹氏家臣筆頭である佐竹義久が東軍徳川方への加担を主張した。特に父・義重は、東軍への加担を強く主張し、これに抗し切れない義宣は、佐竹義久を中山道進軍中の徳川秀忠軍へ、兵300と共に派遣するという、曖昧な態度を取った。しかし、家康はすでに佐竹氏の動向を疑っており、松平信一や水谷勝俊などを佐竹監視部隊として国境に配置。秀忠も義久ら派遣部隊に対して、謝絶している。
西軍敗北後、父・義重はただちに家康に戦勝を祝賀する使者を送り、さらに上洛して家康に不戦を謝罪した。しかし義宣は居城である水戸城を動かず、そのまま2年が経過した。上杉氏、島津氏の処分も決定し、処分が済んでいないのは佐竹義宣のみとなった。その上、謝罪すら行っていなかったが、それでも義宣は動かなかった。しかし、義重の説得により慶長7年（1602年）4月に上洛し、ようやく家康に謝罪した。しかし家康は義宣の観望について『寛政重修諸家譜』の中で「上杉景勝より憎むべき行為だ」として厳しく非難したと記されている。死罪は許されたが、常陸一国など、佐竹氏勢力の54万石は没収され、出羽久保田に20万石格での減転封となった。また与力大名である岩城・相馬・蘆名・多賀谷の各大名も改易となった。義宣はわずかな家臣を連れて久保田へ移動したが、転封に反対して車斯忠らが一揆を起こしている。佐竹氏の石高が確定するのは2代藩主・佐竹義隆の代になってからである。

### 織田氏の処分
織田信忠の遺児で、幼名三法師とよばれていた織田家嫡流の織田秀信は改易となり岐阜城を追われ高野山に追放となった。おなじく織田秀雄も改易され江戸に居住することを命じられたが父に先立ち夭逝。織田信雄も改易となるも後に許され大和で大名となった。信雄の子孫は、天童藩2万石と柏原藩2万石の2家が明治に至る。織田信包は西軍に属していたが、そのまま所領を安堵された。

### その後
佐竹氏の減転封が決定されたことで関ヶ原における一連の論功行賞と西軍諸大名への処罰は終了した。慶長8年（1603年）、家康は征夷大将軍に任命され江戸幕府を開き、西軍に加担して改易されていた立花宗茂、丹羽長重、滝川雄利の3名を大名に復帰させている。その後相馬義胤など数名が大名に復帰するなど大名家は少しずつ復帰していった。西軍に加担した大名の中には明治維新まで存続したものも多く、島津氏の薩摩藩や毛利氏の長州藩は倒幕に活躍した。
しかし、領地を没収された西軍加担大名及びその家臣の多くは浪人となった。幕府旗本や諸藩の藩士として天寿を全うする者もいたが、長宗我部盛親や毛利勝永（毛利勝信嫡男）、真田信繁（真田昌幸二男）、大谷吉治（大谷吉継嫡男）などは、10数年後の大坂の陣で豊臣方の浪人衆として幕府軍と戦い、戦死することになる。

### 影響
戦役に関する論功行賞は形式上反秀頼勢力の討伐に対する褒賞として行われたものであるが、実態は親徳川勢力への豊臣直轄地の割譲であり、戦役前222万石あった直轄地を65万石にまで削減された豊臣家の経済力は打撃を受けた。加増・安堵を受けた諸大名は家康と知行充行状を介した直接の主従関係を結んだわけではなく、また勝利に貢献した旧豊臣系大名への大幅な加増など、なお家康には課題が残されたものの、加増・改易等の主導権を握ったことにより実質的に全国諸大名を支配下におくこととなる。
また、かつて秀吉が主導していた諸大名への武家官位叙任は戦役後家康が取り仕切るようになり、その一方秀頼推挙による叙任は秀頼の直臣級の者にしか行われなくなる。豊臣政権は諸大名を官制上の序列に組み込み、その頂点に豊臣氏が立つことによって権威を確立・補強していたが、その枠組みに関する決定権は豊臣家から家康（徳川家）に移ったのである。

## 首塚
共に合戦での戦死者を弔うために建立されたもの。国の史跡。
- 東首塚：岐阜県関ヶ原町関ヶ原908-3。関ヶ原駅から約300m。
- 西首塚：岐阜県関ヶ原町関ヶ原2236。関ヶ原駅から約700m。

## 関ヶ原の戦いに関する諸説

### 西軍の首謀者と結成の過程
西軍の結成については、石田三成がまず決起し、続いて決起に反対の立場であった大谷吉継を引き入れるとともに、安国寺恵瓊と共同で毛利輝元と豊臣三奉行（前田玄以・増田長盛・長束正家）を説得して、反家康闘争に踏み切らせたと説明されることが多い。また、豊臣三奉行は当初三成と吉継の決起を反豊臣の謀反と捉え、その鎮圧のために輝元を大坂に呼び寄せる一方、家康にも協力を依頼したが、三成の説得により方針を180度転換したとする説もある。しかし、慶長5年7月17日の西軍決起に至るまでの三成の動向と西軍首脳部との交渉過程そのものについては、一次史料によって詳細が明らかにされているわけではい。
三成の単独決起説も江戸時代成立の軍記物・逸話集などの二次史料の記述が主な根拠であり、さらにそれぞれの内容にも食い違いが見られるなど検討の余地が残されている。水野伍貴は、政権中枢から外されて協力者もいない三成に、反家康闘争に消極的な毛利輝元・宇喜多秀家の両大老が同調する構図は不自然であり、むしろ両大老に積極性があったとする。そして、挙兵計画は会津征伐が回避不能になった頃から水面下で進められていたと推測する。布谷陽子は、慶長5年7月15日付上杉景勝宛島津義弘書状に輝元・秀家・三奉行・小西行長・吉継・三成が会津征伐にあたって談合したことが記されていることから、三成を含めた複数人の合議のもと西軍の形成が事前に進行していたとする。谷徹也は布谷説を肯定しつつ、増田長盛が永井直勝書状を送った7月12日の直前、恐らくは家康が江戸城に到着した第一報が大坂方面に届いたとされる7月2日頃から三成の挙兵に向けた具体的な行動が開始されたと捉え、第一の目的は家康を江戸城に釘付けにするものであったと推測している。
毛利輝元は三成と恵瓊の説得に引きずり込まれる形で西軍の総大将になったため、大坂城に留まって積極的な行動をとらなかったとされる。しかし、対家康戦への消極的な姿勢とは対照的に、豊臣三奉行よりの要請を受け取った後の輝元の大坂入りは極めて迅速なものであり、毛利軍も四国・九州において活発な軍事行動を展開している。これらの点から光成準治は、輝元が西国における勢力拡大を目的として奉行衆と事前に協議したうえで決起に加わったとし、三成や恵瓊の甘言に乗せられたとする説を否定している。また、秀吉の死後、家康が毛利秀元の給地問題や小早川隆景の遺領問題など毛利家中の問題に介入したことで、自己の権力強化を目指していた輝元は家中の問題を自分の思い通りにできなかったことを屈辱に感じ、それが輝元の決起に繋がったと考察している。
大谷吉継の参加も消極的なものであったかどうか、その意図を含めて見解が分かれる。吉継が三成との友情を捨てられず、負け戦を覚悟のうえで西軍に加わったとする説は江戸時代成立の二次史料の記述をもとにしており、その真偽については不明である。石畑匡基は、宇喜多騒動における家康の裁定を豊臣政権の弱体化策と捉え、それ以降家康に抱いていた不満から西軍に参加したとする。
堀越祐一は三成・輝元の挙兵は会津征伐が豊臣政権の崩壊につながりかねず、それを阻止する目的があったとする。堀越は会津征伐が実行された場合には家康率いる征伐軍の勝利を前提として、その後の展開を推測する。会津征伐における動員の規模からして、120万石と称される上杉領全てを没収して参戦した諸大名への恩賞に充てたとしても十分に行き渡らない可能性がある。この戦いが家康の「私戦」ではなく、豊臣政権の「公戦」として行われる以上、不足した恩賞は徳川家の私領ではなく、豊臣政権の公領である蔵入地から分配されることになる。蔵入地の減少は、徳川家の所領に手を付けることなく家康と諸大名の間に主従関係を構築することが出来るだけでなく、豊臣政権の財政基盤の解体につながることになる。その結果、財政的に維持できなくなる豊臣政権は消滅に向かい、家康の政権奪取が現実味を帯びることになったであろうとしている。長年奉行の1人として豊臣政権の財政運営の実務を担ってきた三成はこの家康の意図に気付いたであろうし、同じく財政に関わってきた他の奉行を説得するには十分であったとしている。一方、輝元・秀家の両大老は未遂に終わった加賀征伐に続いて会津征伐が行われるのを見て、家康の次の標的は自分達であるとする警戒感を抱き始めた。前田利長が事実上失脚し、上杉景勝が排除された後に輝元と秀家を排除すれば、家康が豊臣政権唯一の大老として政権奪取が現実味を帯びることになるからである。このため、輝元・秀家は家康による大老「征伐」の意図を阻止するために三成の考えに同調したと考えられ、彼らは会津征伐が実行に移される前に家康を討伐する必要に迫られたと結論づけている。

### 三成の関ヶ原転進の理由
大垣城に篭っていた西軍首脳の石田三成他の関ヶ原転進については、「大垣を無視して佐和山城を陥とし、大坂へ向かう」という流言を流した家康に三成がおびき出されたという説が一般に流布しているが、これには疑問な点も多い。

### 小山評定をめぐる諸説
「小山評定」とは慶長5年7月25日に下野国小山において、家康と会津征伐に従軍していた諸大名によって開かれたとされる軍議のことを指す。その場では福島正則が進んで家康の味方を表明し、山内一豊が徳川軍への居城明け渡しを申し出たことなどによって諸大名は家康のもとに団結し、会津征伐中断と上洛が決定したとされてきた。これまで関ヶ原の戦役におけるターニングポイントの一つと扱われてきた「小山評定」であるが、軍議における家康や諸大名の言動は「慶長記」・「関原始末記」等寛永・慶安期以降に作成された二次史料に記されているものであり、一次史料からは確認されない。
白峰旬は、7月25日より前の7月19日の時点ですでに福島正則に上洛命令が出されていること、また家康が諸大名に小山召集を命じた書状や、家康や諸大名が作成した書状の中に小山での評定に言及したものが無い点などから、評定そのものがフィクションであるとする。そして、8月12日付伊達政宗宛家康書状に福島正則・田中吉政・池田輝政・細川忠興から再三「上方仕置」を優先するよう要請があったため家康は江戸に帰陣したと記されている点から、会津征伐中断と上洛はそれらの進言を考慮したうえで家康が決定したものであり、一度の評定によって決定したものでは無いとする。
また、肯定派が「小山評定」実施の証拠とする慶長5年7月29日付大関資増宛浅野幸長書状についても7月25日前後の浅野幸長の動向についての情報を提供するものの、「小山評定」の実施については直接の記述が無い点等から通説の「小山評定」を肯定する史料たり得ないとする。
さらに白峰説では、家康は豊臣三奉行の「別心」を黒田長政らに伝えた7月29日以前の7月24日には、すでに7月17日に三奉行が出した「内府ちがひの条々」を入手していたが、諸大名の離反を恐れてその事実を隠し、7月27日時点でも三奉行や淀君が味方であるかのように装っていたとする。
これら白峰説に対して、本多隆成は、家康が直接の主従関係に無い諸大名に一方的に命令を下したとは考え難く、諸大名の合意と納得を得るために小山評定が開かれたとする等の反論を行っている。また「内府ちがひの条々」の内容や三奉行の加担もいずれは東軍諸大名に伝わるものであり偽装工作は無意味とする。
笠谷和比古は7月25日の時点では「内府ちがひの条々」は家康や東軍諸大名の許には届いておらず、いまだ三成と吉継の謀反という現状認識しかない諸大名が家康に従うのは当然であったとし、むしろ一豊による居城明け渡しの献策が三奉行加担判明後の東軍分裂を防いだと評価する。また東海道の諸大名の居城明け渡しと徳川譜代武将の入城という大規模な行動を評議なく行うことは不可能とする。水野伍貴は、上方からの情報によって、家康は7月23日頃に毛利輝元の西軍関与を確信しており、その事態に対処するため東軍諸大名と合議する必要があったとする。そして宮部長煕が寛永10年（1633年）に記した身上書にある、小山評定に関する記述などを根拠に虚構説を否定している（一方、水野は白峰説について、定着には至っていないものの、歴史的事実とされてきた小山評定に、検証が加えられる転機になったとも評している）。ただしこれら評定肯定説は主に当時の政治的状況や経緯から、実施の妥当性を主張するものであって「小山評定」を一次史料によって直接立証したものではなく、また二次史料に記された「小山評定」の内容を無条件に肯定するものでもない。

### 家康と輝元の本戦前日の和睦について
関ケ原の戦いの前日の9月14日、吉川広家と福原広俊が毛利方不参戦の密約を徳川方と結んだことは、輝元の意向を受けたものであり、家康と輝元の和睦であったとする説を、渡邊大門が提唱している。渡邊は15日の本戦に毛利勢が参戦しなかったのは、この和睦に基づくものだとする見解を示している。
光成準治はこれに対し、輝元と広家の疎遠な関係などから、広家が輝元の指示に基づいて徳川方と交渉した可能性は低いとしつつも、輝元が広家の行動を黙認した可能性を指摘している。輝元としては、西軍が敗戦した場合に備えて自己保身を図る一方で、南宮山の布陣を解かず、西軍有利と見れば下山して東軍を叩き潰す、というどちらにも対応できる策を取った、と光成は考察している。

### 島津義弘の夜襲策について
島津義弘の夜襲策の逸話については、徳川家康の年代記として享保12年（1727年）に成立した『落穂集』に載せられたものが詳しい。それによると本戦前日の9月14日の夜、島津豊久は島津義弘の発案した家康本陣への夜襲作戦を三成に提案。三成がこれに困惑していると、島左近が古来より夜襲で少勢が大軍に仕掛けて勝利した例が無い。明日の一戦での勝利は疑い無く、久しぶりに家康が敗走する姿が見られるであろうと反対し、三成もそれに従った。豊久は左近の口出しに不快を覚えつつも、左近が家康の敗走を見たのはいつのことかと尋ねると、左近は武田家臣山県昌景の配下として出陣した時に掛川城の近くで敗走する家康を追いかけたことがあると答えた。豊久はそれは下劣なたとえで杓子定規な物言いである。その頃の家康と今の家康を同じ人物と考えるのは間違いであろうと言い、苦笑いをして三成の陣を去ったという。『落穂集』の作者である大道寺友山は島津帯刀に会った際、この件について訪ねたところ、詳しい事はわからないが伝え聞くところでは義弘と豊久が夜討ちをかけるつもりであった、という返答を書き記している。
桐野作人はこの逸話について、数万の家康本陣への夜襲という非現実な作戦を義弘が発案したとは考えがたく、また左近が山県昌景の家臣であったとする経歴も不審であり、さらに島津家側の史料に夜襲に関するものがほとんどない点から史実では無いとする。そして本戦当日、島津勢が傍観を決め込んだ理由が、作戦を却下されたことに恥辱を感じた義弘・豊久の三成への悪感情にあったとする説を否定している。
なお元禄元年（1688年）に貝原益軒が著した『黒田家譜』では、豊久と左近は登場せず義弘の提案を三成が却下している。

### 吉川広家による毛利氏救済について
吉川広家は、西軍に属しながら家康に通じ、関ヶ原本戦で東軍との戦闘を回避した事が評価され、戦後に中国地方において1カ国もしくは2カ国を与えられることとなったが、それを辞退するかわりに本家毛利氏の存続を願い出たため、毛利氏は取り潰しを免れたとされる。しかし、この説の根拠となる書状群は原本が存在せず、またそれらを掲載する岩国藩（藩祖が広家）編纂の「吉川家譜」はその典拠を明らかにしていない。
江戸時代、岩国藩は吉川家の家格を上昇させるため様々な宣伝活動を行ったが、その一環として藩外で作成された軍記物に対する、記事の内容改変や吉川家関連書状の掲載を推し進める工作を行っている。宮川忍斎著の「関ヶ原軍記大成」には関ヶ原の戦いにおける広家の行動を正当化する記事とともに「吉川家譜」掲載の書状群が収められているが、これは水面下での岩国藩による働きかけの結果であり、著者や周辺関係者には報酬として金銭が提供・用意されている。また、香川宣阿著の「陰徳太平記」は岩国藩による極秘の資金提供と指示のもと編纂されたものであるが、これにも広家を正当化する記事・書状が載せられている。「陰徳太平記」の編纂過程において岩国藩は偽文書の作成を容認しており、「吉川家譜」掲載の書状群についても偽文書の可能性が指摘されている。

### 福島正則と井伊直政の先陣争い
福島正則と井伊直政の先陣争いについて『黒田家譜』は以下のように記している。
合戦前に陣列を整えていた福島正則隊の陣中を、中軍の先手の井伊直政隊が松平忠吉隊を引き連れて押し通ろうとした。これを福島隊の先手を務めていた可児才蔵が、この方面の先陣（「当手の御先手」）は福島隊であると指示されており通すわけにはいかない、と押し留める。直政は家康から物見（偵察）の命令を受けているとして通行の許可を求めると、才蔵は物見ならば部隊の主力は置いて行くようにと答えたため、直政は約300名の手勢で先へ進み、忠吉は功名を挙げた、という内容である。
一方『関ヶ原軍記大成』では福島隊の陣中ではなく、陣の前を約300名の忠吉・直政隊が通ろうとしたと記しており、先に進んだ時の兵数も約40騎ないし50騎と、話の細部が異なっている。
笠谷和比古は、戦闘の前に定められた軍法で抜け駆けは厳禁されており、また戦闘後に正則が抗議を行った記録も無いことから、実際の直政の行動は正則に配慮して抑制されたものであったとする。また物見のため戦闘当日に発生した霧に紛れて前進したところ、たまたま敵に遭遇したというかたちを作ることで、徳川武将に一番槍の実績を残そうとしたと推測する。
ただし『黒田家譜』を含め戦闘開始時点では霧が晴れていたとする書物は複数存在する。また抜け駆けの逸話自体江戸時代成立の二次史料を出典とするものである。

### 小早川秀秋の陣に対する家康の銃撃
関ヶ原の戦いを主題とした映画や小説では、戦いが昼になる頃になっても去就を明らかにしない秀秋の陣に向け、家康が裏切りを催促する銃撃を行い、意を決した秀秋の命令で小早川勢が西軍に襲いかかる場面が半ば定番化している。しかし前述したように秀秋・脇坂らが裏切ったタイミングは、戦闘開始からまもなくのことであり、また銃撃に関する記録は江戸時代成立の二次史料にのみにしか存在しない。
白峰旬はこの銃撃の逸話について
（1）『内府公軍記』・『当代記』・『三河物語』・『藤堂家覚書』・『関原始末記』・『武徳編年集成』等江戸時代前期成立の史料では銃撃の記事そのものが存在しない。
（2）寛文から正徳期の間に成立した諸史料では逸話の内容に差異がある。たとえば『井伊家慶長記』では家康の命ではなく藤堂高虎が自身の判断で銃撃したとするが、『黒田家譜』では家康の指示により福島正則隊が銃撃している。また『井伊家慶長記』・『黒田家譜』・『石田軍記』等では、銃撃を受けても小早川隊はすぐには裏切っていない。『新解釈 関ヶ原合戦の真実 脚色された天下分け目の戦い』2014年10月刊の時点では元禄元年（1688年）成立の『黒田家譜』が初出としていた。
（3）家康配下の部隊による銃撃の直後に小早川隊が裏切ったとするパターンは享保12年（1727年）成立の『落穂集』に登場しているが、これはそれ以前に存在していた銃撃の逸話を改変したものである。
とし、家康の神格化のため、天保期成立の『天元実記』・『徳川実紀』に『落穂集』の逸話が採用され後世に広まったとする。
藤本正行は当時の信用できる史料で威嚇射撃は裏付けることはできないとして、家康は小早川軍に鉄砲を撃ち込ませてはいないとする。三池純正は地形上の疑問点として、轟音が響き渡り、黒煙が視界を塞いでいる中で、家康が打ちかけた鉄砲だけを、松尾山で峻別できたのか、家康が打った鉄砲だけを峻別するのは難しかったとし、家康が打った鉄砲は小早川の寝返りを促したというより、小早川に西軍を攻めよとの合図のようにも受け取れるとしている。
呉座勇一は、その後の研究調査で、2025年時点では、寛文3年（1663年）刊の軍記もの、植木税『慶長軍記』が「問鉄砲」の初出であり、元禄元年（1688年）『黒田家譜』より25年古いが、慶長5年（1600年）関ヶ原の戦いから既に63年経ってからの初出では信用性が無いとしている。

### 小早川秀秋の裏切りの理由
小早川秀秋の裏切りの理由は、秀秋自身が真相を語ることなく合戦から2年後にこの世を去ってしまったため明確ではない。諸説のうちの一つとして、幼少の秀秋の親代わりを務めていた秀吉の正室・北政所が東軍支持であった一方、北政所と対立していた秀吉側室淀君が西軍支持であったため、最終的には東軍に寝返ったとするものがある。しかし、当時の北政所の動向は必ずしも東軍支持といえないものであり、また淀君との対立も確証のある説ではない。
また、石田三成への反感を原因とする説もある。慶長の役末期に行われた蔚山の戦いの際、在番していた釜山から蔚山へ駆け付け戦闘に加わった秀秋の行動を、釜山を危険に晒す軽挙であるとして三成が秀吉に讒言。結果秀秋は罰として越前へ転封となるところであったが、家康のとりなしによって免れる。以降秀秋は三成を憎む一方で家康に心を寄せるようになり、それが寝返りに繋がったとする説である。この説は寛文12年（1672年）成立の「朝鮮物語」に載せられた逸話を典拠としているが、実際には秀秋の蔚山戦参加を裏付ける一次史料は確認されず、また越前転封も実行されている など逸話の内容は史実と大きく異なっている。
ともあれ、秀秋に対する東軍側からの勧誘は8月28日以前より行われていたことが判明しており、そのような工作の結果、小早川家中では戦闘開始前から裏切りが決定していたとも考えられる。

### 「玉城」築城による東軍迎撃構想説
NHK「決戦！関ケ原」によると、関ケ原の西側には玉城という豊臣方の要衝（野戦築城）が存在した。その城の規模は大きく、岐阜城を超えるものだった。各辺200mに及ぶ山城は、戦国時代の日本では他に類を見ない。石田三成らは、それを起点に両脇の松尾山城、菩提山城とも連携して、関ヶ原を見下ろす山々全体を要塞化することによる徳川家康迎撃計画を立てた。航空機からレーザーを照射し、赤色立体図を作成することにより、そうした新事実が新たにわかった。バチカンのイエズス会ローマ文書館では、「毛利方は12,000人が籠れる戦いの為の城砦を準備している」という関ヶ原の戦いに関する宣教師の記録が見つかり、この新説の補強となっている。ここから、玉城には万人規模の軍勢を動員できる毛利輝元、あるいは豊臣秀頼が（象徴的な指揮官として）軍を率いて出馬する構想があった、との説も同番組では説明された。歴史とは勝者によって書かれるものであり、敗者の事情・観点は必ずしも記録されるとは限らない。こうした説が2020年12月19日にNHKで報道された。NHKや外岡慎一郎、千田嘉博（共に奈良大学教授）による新説であるとしている。
この説によると、三成が当初、大垣城に寄ったのは、玉城完成までの時間稼ぎと西軍諸将との連絡・交渉の為だとしている。また、当時の史料には大谷吉継が山中村に陣した、とあるが、現代、山中村があったとされたところには陣の跡は見当たらず、玉城跡にはあり、玉城も山中に含まれているので、史料とも整合するとしている。また、航空レーザー測量から判明したところによれば、南宮山山頂には陣跡はなく、毛利方が陣した位置はおそらくその北側山麓であり、小早川秀秋も松尾山山頂ではなく関ヶ原寄りの山麓に陣しており、後者は当初のおそらく西軍計画から逸脱した配置であった。小早川は当初から寝返りを考えており、その為、高所にではなく、関ヶ原に進出しやすい山麓に陣を敷いた。それは、西軍諸将にも容易に判明し、実際、吉川家文章には「秀秋に逆意あり」ともあり、このような小早川の不信な動きは、西軍諸将の疑心暗鬼を一層強くし、西軍の中に消極的に動く者が相次いだ。一方で、小早川の動きを見た大谷吉継は、松尾山に対する備えをする一方で、残る全軍を急遽、玉城から降ろし、関ヶ原へと進出させた。こうして計画は当初（山々が連携しての消耗戦）とは大幅に狂ってしまい、史実のような結果になったと推定する。白峰旬（別府大学教授）も、三成が陣したのは関ヶ原の西側ではなく、玉城であったと推測する。航空レーザー立体図によると関ヶ原西部には本格的な陣跡は見当たらず、玉城にはあり、合戦直後の家康の手紙には、戦いがあった場所は山中とあり、近衛前久の書状には「三成たちは山に取り上った」とあるからである。また、石田方が関ヶ原に布陣した、という記載は後世の史料には出てくるが、一次史料には存在しない。

## 関ヶ原の戦いの屏風絵

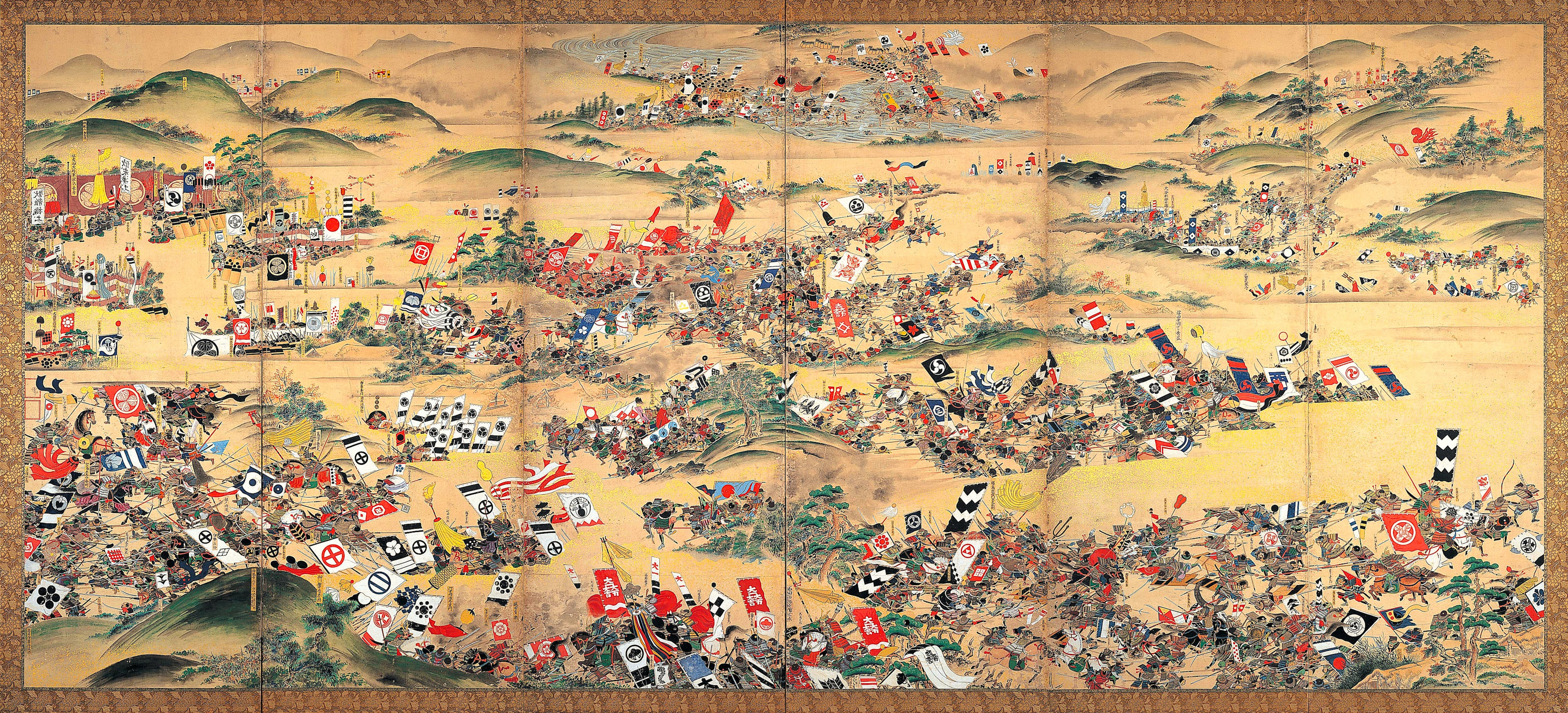
岐阜市歴史博物館蔵収蔵『関ヶ原合戦屏風（江戸時代後期）
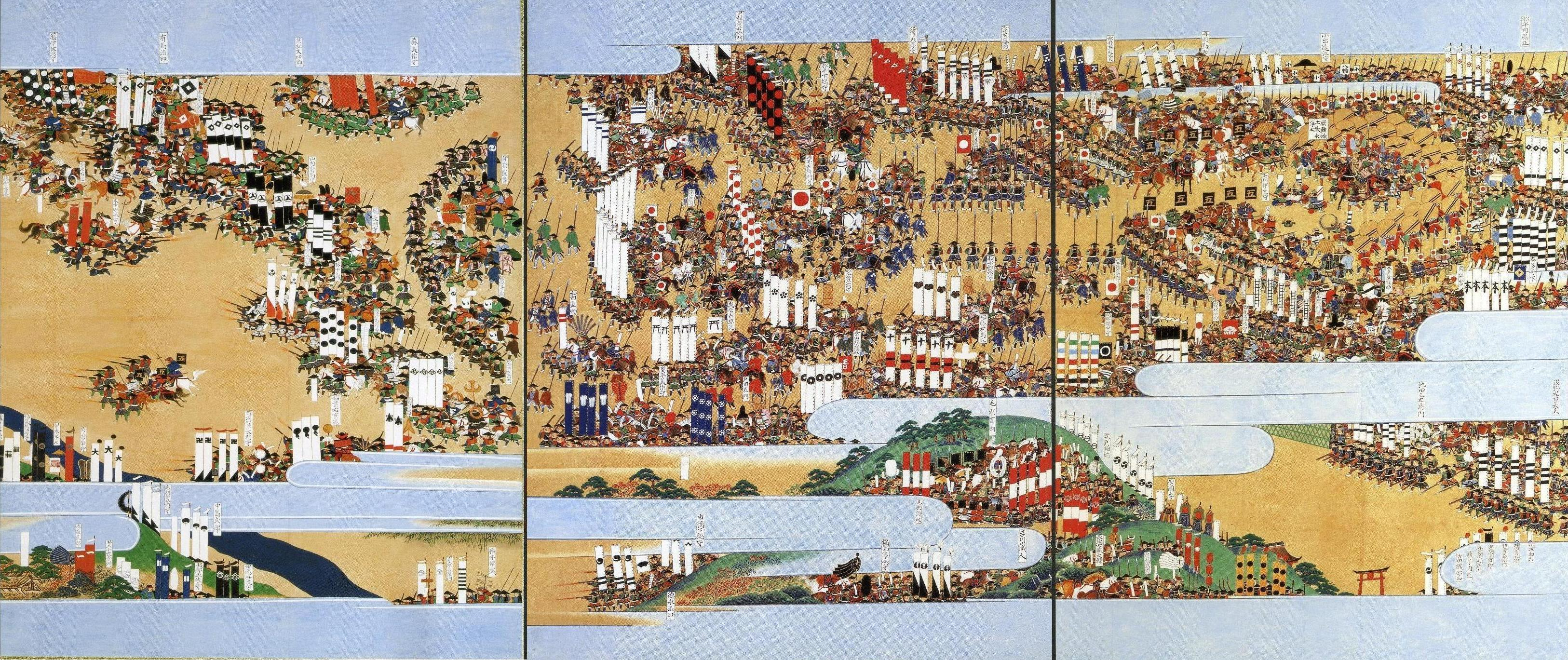
関ヶ原合戦図屏風（徳川美術館蔵）より徳川家康本隊を抜粋。中央部に酒井家次の備を挟み、鉄砲隊・旗・槍隊・騎馬隊などで構成された徳川家康本陣備とそれを守る各武将の備が確認できる。
関ヶ原合戦図屏風（六曲一隻）岐阜関ケ原古戦場記念館収蔵（江戸時代後期）

## 関ヶ原古戦場
1931年（昭和6年）3月、文部省は関が原一帯を史蹟として指定したが、その段階でもなお古戦場一帯には案内標識などの類は一切設置されておらず荒れ果てた状況にあった。1935年（昭和10年）頃から、ようやく町民の間で古戦場整備の機運が盛り上がり、道や標識をつける事業が始まっている。今日では関ケ原町と岐阜県が、古戦場を観光に活用するためのPR活動や整備を進めており、JR関ケ原駅では東軍と西軍の主な武将の氏名が書かれた、「古戦場の町関ヶ原」と題する看板が掲げられている。また、欧米の有名な戦地であるゲティスバーグ（アメリカ合衆国）やワーテルロー（ベルギー）と「姉妹古戦場協定」を結んでいる。

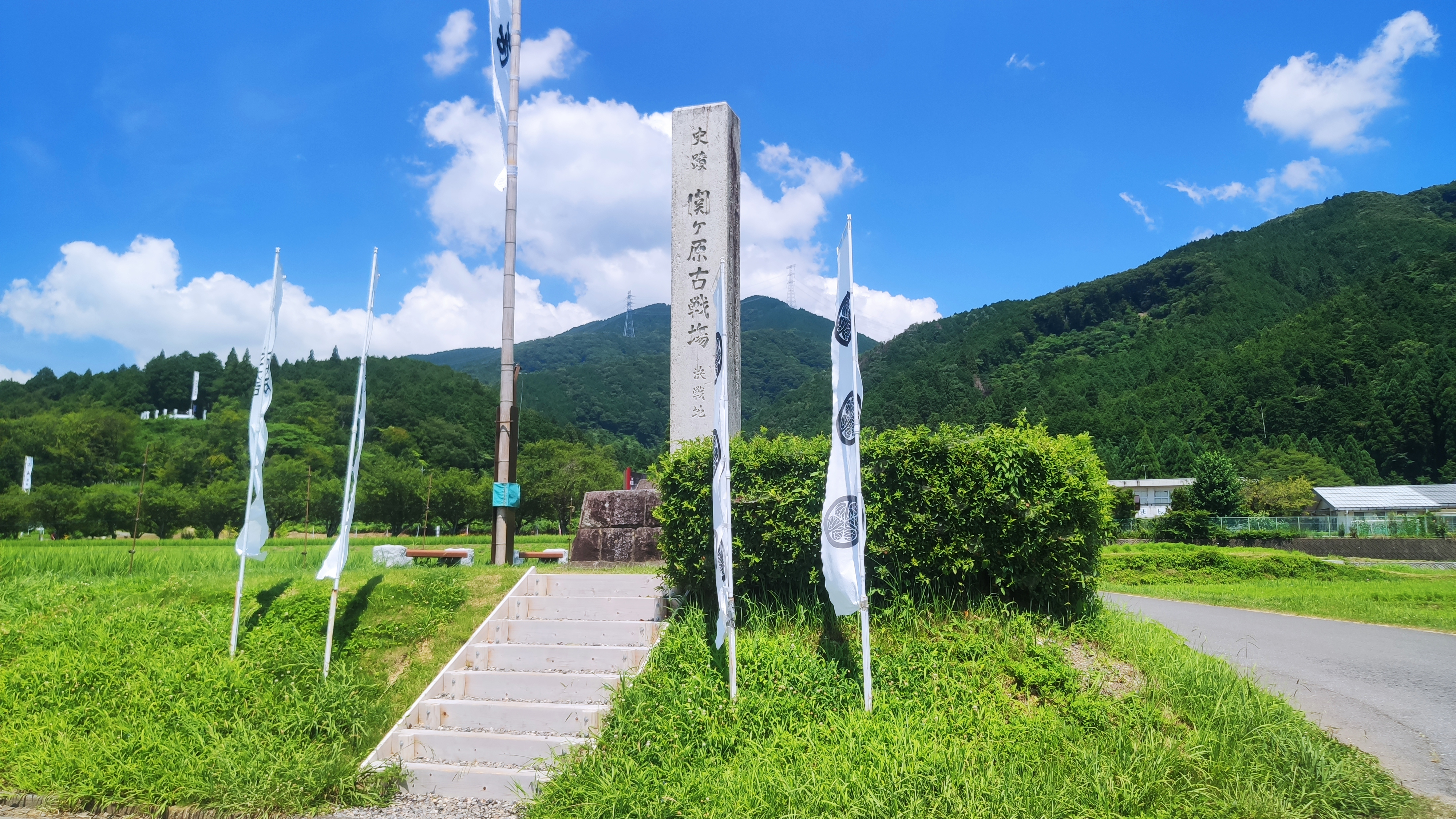
関ヶ原古戦場
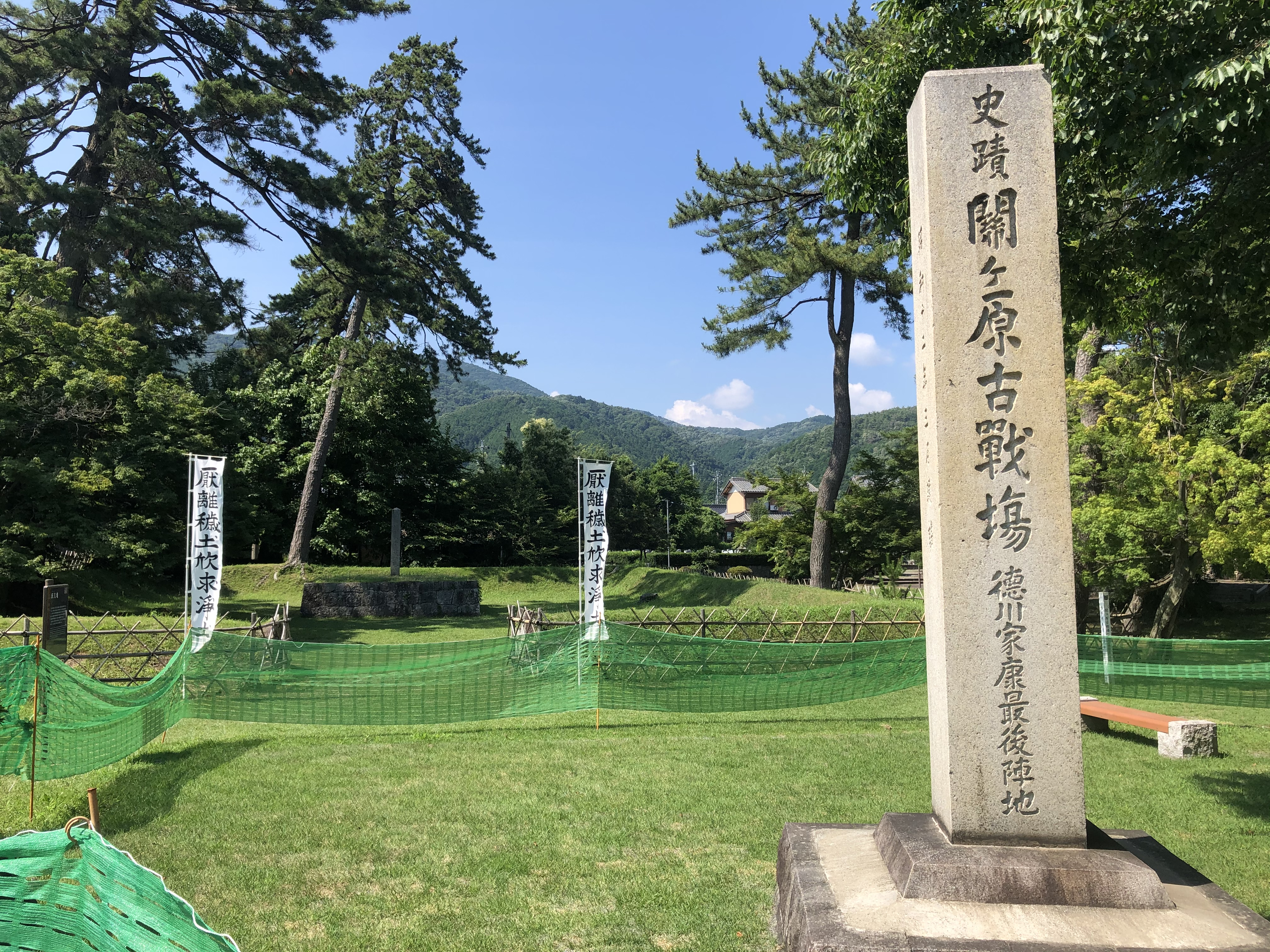
関ヶ原古戦場の徳川家康最後陣地
JR関ケ原駅にある看板。東軍と西軍の主な武将の氏名が書かれている。